# Машини із захистом від мін і засідок

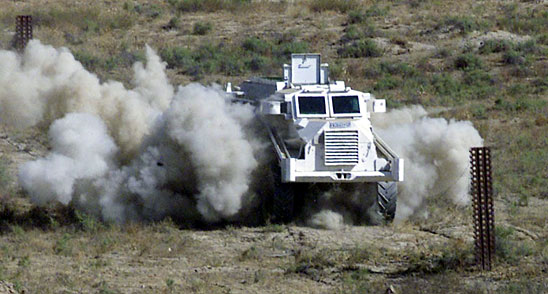
Випробування Casspir, одного з перших автомобілів класу MRAP розроблених та виготовлених в ПАР.

Машина з захистом від мін і засідок (англ. MRAP, Mine Resistant Ambush Protected) — клас броньованих військових автомобілів, спеціально розроблених для захисту екіпажу від підриву на саморобних вибухових пристроях (СВП), мінах, та від засідок (стрілецької зброї).
Машини цього класу зазвичай мають V-подібну форму нижньої частини корпусу для розсіювання енергії вибуху, а також спеціальні крісла з амортизацією, закріплені у місцях, що зазнають меншого впливу від вибухових навантажень.
Захист зазвичай забезпечений лише для екіпажу: все, що знаходиться «ззовні», у тому числі моторний відсік, або не мають захисту взагалі, або захищені слабо. Ця особливість дозволяє витримувати підрив досить потужних СВП за рахунок легкого руйнування «зовнішніх» відсіків і вузлів з мінімізацією передачі впливу на жилий модуль.
Перші розробки броньованих автомобілів спеціально захищених від підриву на мінах відбувались протягом війни в південній Родезії в 1972–1980 роки. Неброньовані автомобілі зазнавали важких втрат від протитанкових мін (до 1 загиблого та 2 поранених на 1 підрив). Спеціально створенні машини, захищені від мін (англ. mine resistant vehicle, MRV) змогли забезпечити зменшення втрат на протитанкових мінах до 1 загиблого на 21 підрив.

## Історія

### Передумови
Протягом Другої світової війни проти броньованих машин широко використовували міни. Зазвичай, мінні поля доводилось оминати, а за відсутності такої можливості мінні поля розміновували мінними тралами, протимінними котками та плугами або іншими пристроями. Протягом Холодної війни загрозі мін приділялось порівняно мало уваги. Під час асиметричних конфліктів 1960-х та 1970-х років починаються роботи над машинами, які могли б протидіяти мінам. Річард Огорківець (R. M. Ogorkiewiez) називає три причини для початку розробок нових броньованих автомобілів з підвищеним захистом від мін:
1. броньовані автомобілі в цих конфліктах брали участь в меншій кількості,
2. кількість танків була незначною, а використані автомобілі мали менше броні та були вразливішими від мін,
3. міни стали основною зброєю терористів та повстанців.

Протягом війни у В'єтнамі американські військові обмежились встановленням додаткових сталевих пластин під алюмінієве дно БТР M113 та легких танків M551 Sheridan. Броня була встановлена на деякі вантажівки для захисту від засідок. Збройні сили Великої Британії зіштовхнулись з проблемою мін в 1960-ті, але розробки протидії не велося. Протягом війни в Афганістані радянські війська зазнавали важких втрат від встановлених моджахедами мін, але контрзаходи обмежились встановленням додаткової броні.

### Створення MRAP

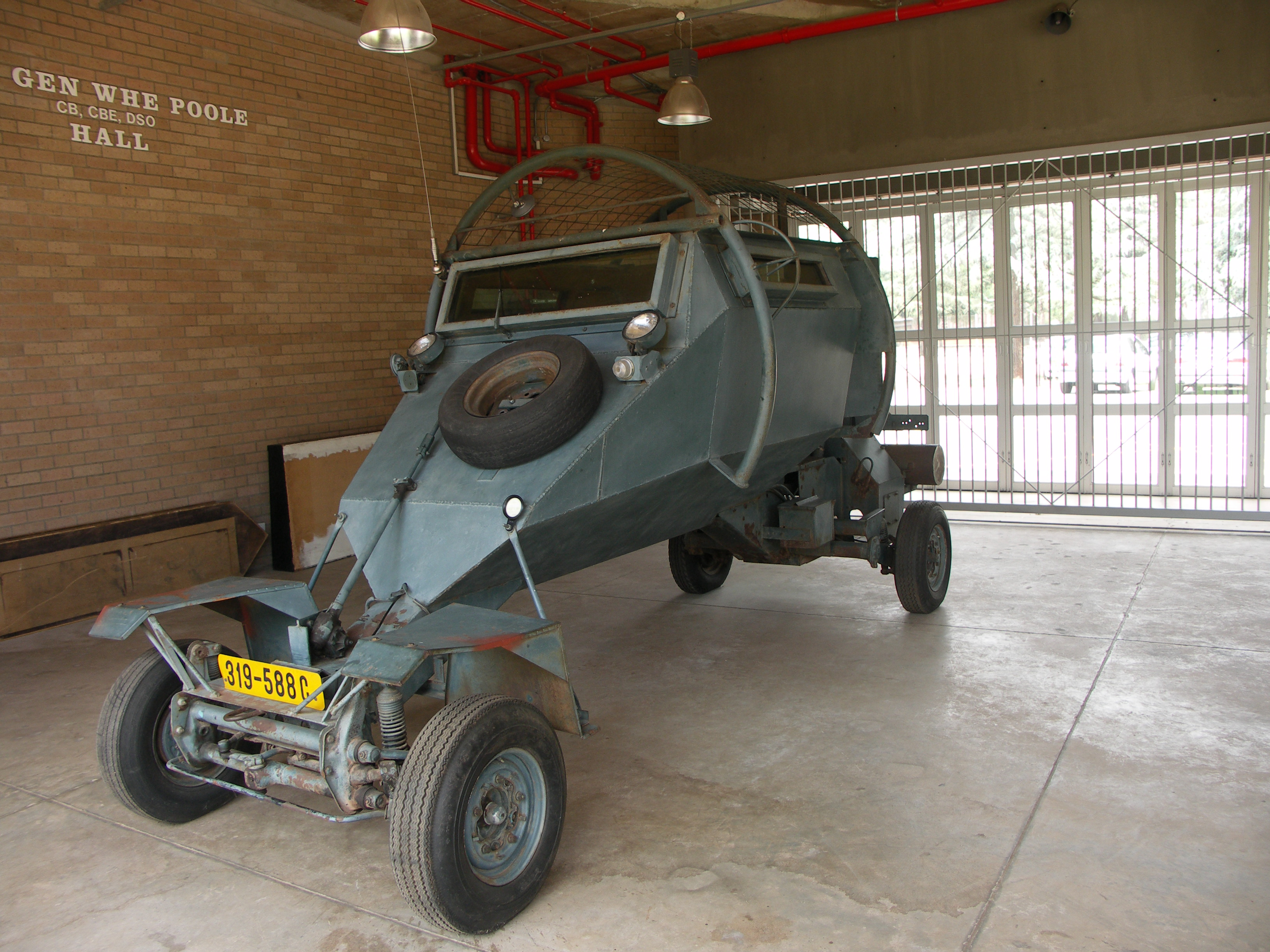
, прототип МРАП, розроблений у 1974 році під час війни в Родезії.

Перші розробки броньованих автомобілів спеціально захищених від підриву на мінах відбувались протягом війни в південній Родезії (нині Зімбабве) в 1972–1980 роки. На початку війни збройні сили Родезії використовували неброньовані автомобілі, такі як Land Rover, які зазнавали важких втрат від протитанкових мін (до 1 загиблого та 2 поранених на 1 підрив). Відколи війна поширилась на територію Південної Африки, в цій країні почались роботи над створенням машин, захищених від мін (англ. mine resistant vehicle, MRV). Першою машиною цього класу став представлений в 1978 р. Buffel, який мав характерну тепер для класу MRAP V-подібну нижню частину корпусу. Втрати від підриву на протитанкових мінах зменшились до 1 загиблого на 21 підрив.
Південна Африка була вимушена зайнятись розробкою таких машин оскільки міни стали основною зброю противника. Також можна припустити, що ембарго на поставки озброєнь до ПАР також зіграли роль, оскільки південно-африканський уряд не мав можливості закупати БТРи на міжнародному ринку і мав покладатись на виробничі потужності в країні. Також невелика кількість особового складу в армії ПАР робило втрати від мін особливо відчутними, а прийняття на озброєння MRAP їх істотно зменшило.

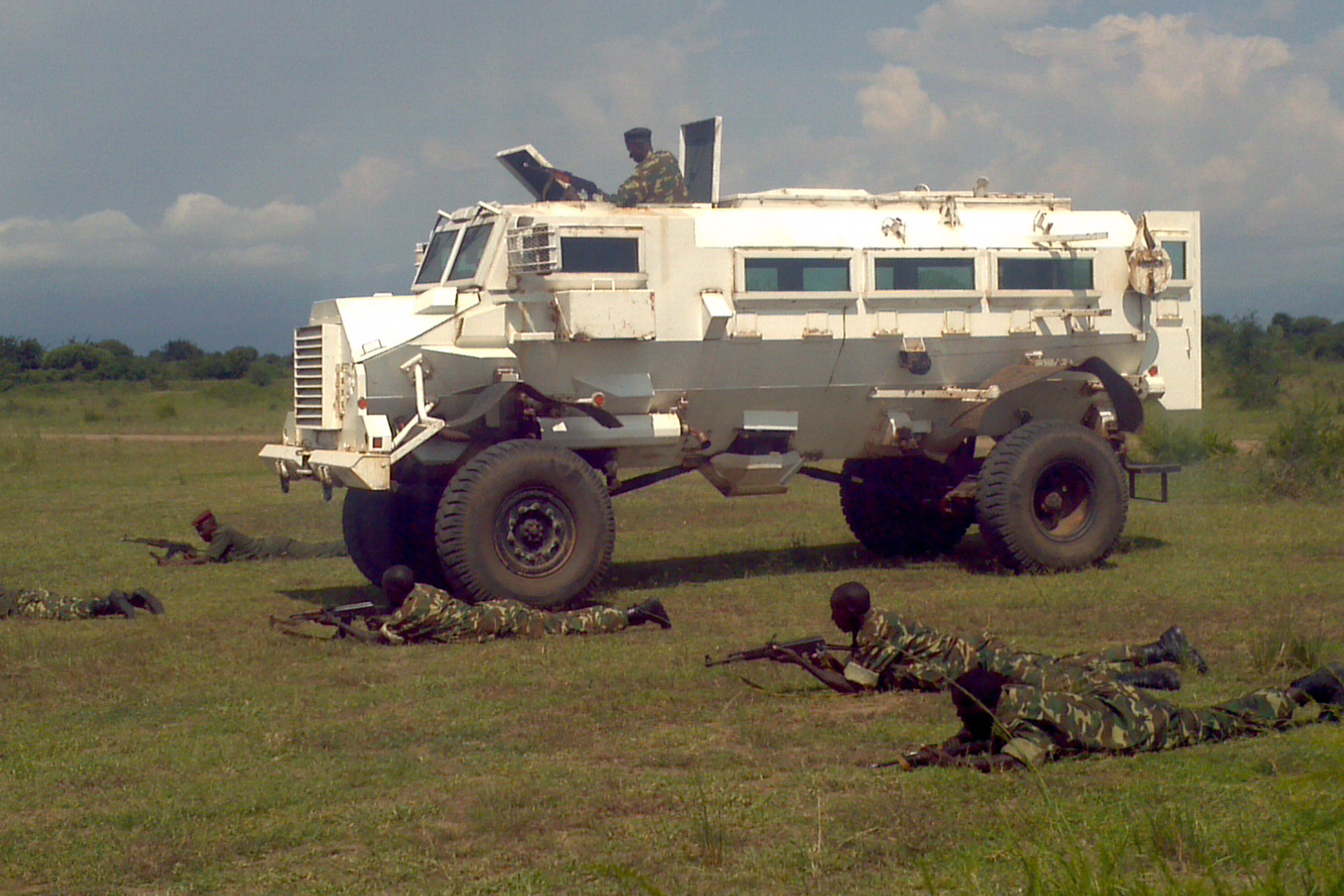
Броньовик Casspir

В 1979 р. почалось виробництво Casspir, який також мав V-подібну нижню частину корпусу і вагу 11 тон. Зафіксовано 54 підриви на протитанкових мінах машин Casspir без жодного загиблого члену екіпажу. Машини Casspir мають достатній захист від підриву на трьох складених протитанкових мінах TM-57 (еквівалент 21 кг тротилу) під колесом, або на двох під корпусом (еквівалент 14 кг тротилу). Було виготовлено понад 2000 машин, їх використовують різні організації за межами ПАР для розмінування.
В 1995 р. на озброєння був прийнятий БТР Mamba вагою 11 тон. Він мав захист від підриву на двох протитанкових мінах (еквівалент 14 кг тротилу) або від бокового вибуху еквівалента 30 кг тротилу. Було виготовлено понад 700 одиниць БТР Mamba. Вони стали стандартним БТР південно-африканських національних сил оборони та деяких інших країн.
В середині 1990-их у збройних конфліктах на Балканах міни знову стали основною загрозою. Миротворчі сили ООН виявились непідготовленими, та мали в розпорядженні лише звичайні броньовані машини. Тому в 1996 році Британська армія придбала 6 БТР Mamba для використання в Боснії. Американські військові придбали 5 БТР RG-31, які дуже схожі на БТР Mamba. Канадські військові також придбали декілька БТР Mamba.

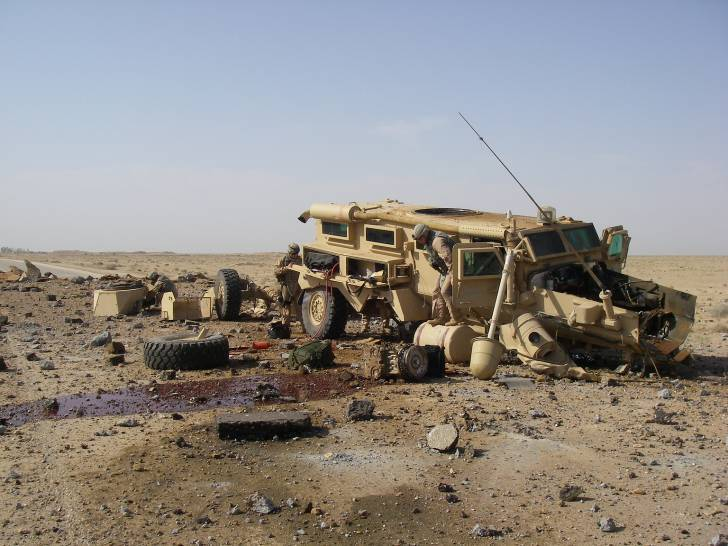
БТР Кугуар після підриву на потужному вибуховому пристрої. Весь екіпаж вижив.

Наступний етап розвитку захищених від мін автомобілів стався у відповідь на поширення нових протитанкових мін. Протитанкові міни використані в Анголі проти південно-африканських військових мали ударне ядро. Миротворцям ООН довелось зіштовхнутись зі схожими мінами в Боснії. Виготовлені в Югославії протитанкові міни TMRP-6 здатні пробити сталевий лист товщиною 55 мм на відстані до 2 метрів, що набагато перевищувало захисні властивості існуючих захищених від мін автомобілів та більшості тогочасних танків. Південно-африканське підприємство Denel розробило модифікацію БТР Mamba з композитною сталево-керамічною бронею в нижній частині корпусу. На додачу до збільшеної ваги, модифіковані машини мали менший кліренс. Підприємством Mechem була розроблена нова машина, Кугуар, з покращеним захистом від мін з ударним ядром.
Через поширення саморобних вибухових пристроїв та тяжких втрат американських військових у другій війні в Іраку розвиток та застосування машин класу MRAP стрімко зросло. Втрати від саморобних вибухових пристроїв стали несподіванкою для американських військових, а найефективнішим контр-заходом стало використання розроблених в ПАР машин класу MRAP. Корпус морської піхоти США придбав в 2004 р. БТР Кугуар для використання в Іраку. Зафіксовані випадки підриву БТР Кугуар на СВП з п'ятьма 122 мм снарядами (еквівалент 23 кг тротилу). За 5 років експлуатації БТР Кугуар морськими піхотинцями не зафіксовано жодної смерті.
Армія США обрала в 2003 р. БТР Buffalo, який оснований на БТР Кугуар. На ці машини був встановлений потужний гідравлічний маніпулятор для розмінування шляхів. На початку 2007 р. в експлуатації знаходилось понад 90 одиниць БТР Buffalo, вони зазнали понад 800 підривів на СВП без жодної смерті екіпажу.
Стійкість БТР Кугуар, Buffalo та RG-13, та провал інших протимінних заходів примусили на початку 2007 р. міністерство оборони США розпочати програму масштабних закупок машин класу MRAP. Планувалось придбати понад 17 000 одиниць техніки.

## Конструкція

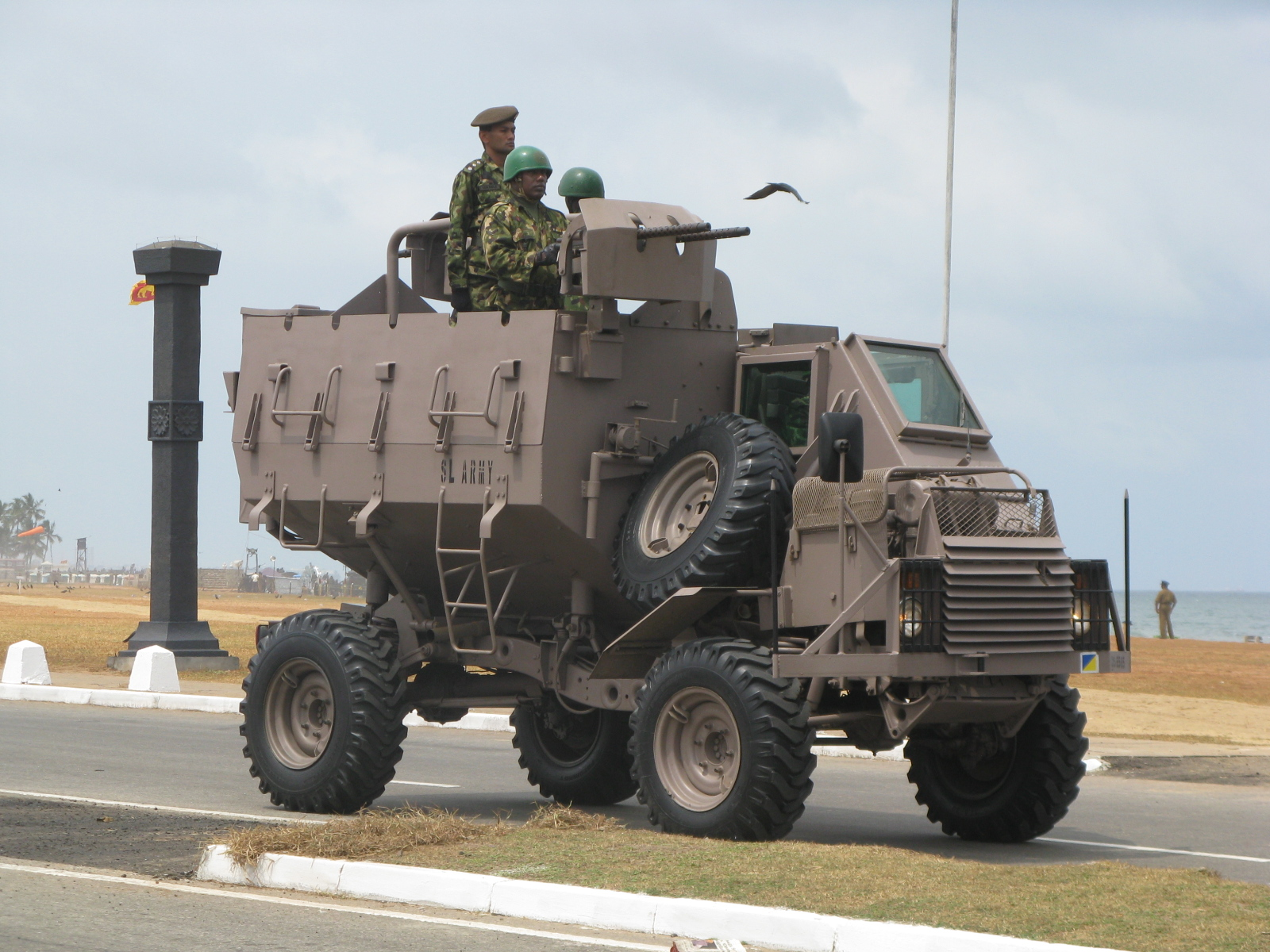
Buffel збройних сил Шрі-Ланки, 2012 р.

Загальними особливостями підходу до забезпечення протимінного захисту на автомобілях цього класу є раціональна V-подібна форма нижньої частини корпусу, підвищена міцність днища за рахунок застосування сталевих броньових листів великої товщини та обов'язкове застосування спеціальних енергопоглинаючих сидінь. Захист забезпечується тільки для жилого модуля. Все, що знаходиться «ззовні», у тому числі моторний відсік, або не мають захисту взагалі, або захищені слабо. Ця особливість дозволяє витримувати підрив досить потужних СВП за рахунок легкого руйнування «зовнішніх» відсіків і вузлів з мінімізацією передачі впливу на жилий модуль. Реалізуються подібні рішення як на важких машинах, так і на легких.
Працездатність екіпажу забезпечується спеціальними амортизуючими кріслами, закріпленими у місцях, віддалених від зон можливого застосування вибухових навантажень, а також шляхом виключення контакту екіпажу з днищем при максимальному динамічному прогині. Таке технічне рішення необхідне, оскільки пікове прискорення усередині автомобіля з протимінним захистом (MRAP) під час вибуху міни сягає рівнів 40 — 100 g з терміном дії 10 — 30 мс.

### Недоліки та критика
Попри те, що машини класу MRAP були дуже добре сприйняті військовими в Іраку машини цього класу мають низку недоліків та піддавались різній критиці.
Так, через великий розмір та страшний зовнішній вигляд, машини служать бар'єром та віддаляють військових від місцевого населення, що суперечить американській стратегії придушення партизанської боротьби в Іраку.
Клиноподібне днище разом зі збільшеним кліренсом роблять центр мас машини вищим, що збільшує ризик перекидання. Найбільшу небезпеку для цих машин становлять дорожні насипи, поруч з якими прорита канава або канал. Задокументовані випадки перекидання броньовиків у воду із загибеллю членів екіпажу. Через велику висоту машин, в сільській місцевості Іраку та Афганістану вони можуть чіплятись антенами ліній електропередач. Стрілець за туреллю на даху машини також ризикує зачепити електричні дроти.
Велика вага та розміри машин також сильно обмежують їхню мобільність в сільській місцевості та при перетині річок через мости. За деякими оцінками, 72 % мостів у світі не витримають ваги машин класу MRAP. Нестандартні габарити також сильно обмежують можливості транспортування машин. Збройним силам США навіть довелось орендувати декілька літаків Ан-124 «Руслан».
На відміну від звичайних броньовиків, машини класу MRAP не повинні мати низький силует. Натомість, їм потрібний високий кліренс для розсіювання ударної хвилі від міни. Багато сучасних моделей MRAP використовують стандартне шасі, що робить зовнішній вигляд деяких машин незграбним.[джерело?]

## Виробництво та експлуатація
Машини класу MRAP зараз виготовляють підприємства в багатьох країнах. Їхнє виготовлення почалось в Південно-Африканській Республіці, а звідти поширилось в США та інші країни світу. Прикладом застосування концепції MRAP в розробках США є Oshkosh L-ATV (JLTV).
Thales Australian Land Systems виготовляють машини класу MRAP Bushranger в Австралії.
В Німеччині виробництвом машин класу MRAP займається, зокрема Krauss-Maffei. Ним випущено БТР Dingo.
Спільне південно-африканське та йорданське підприємство займається виготовленням БТР Marauder та Matador.

### MRAP українського виробництва

#### Перспективні розробки
В Україні спільно з підприємствами з Індії розроблений та готовий до виробництва БТР КрАЗ-01-1-11/SLDSL (KRAZ MPV). Броньована машина розроблена на базі повнопривідного КрАЗ-5233ВЕ з формулою коліс 4х4 і правостороннім кермом. Двигун ЯМЗ-238ДЕ2 має потужність 330 к.с. Українську платформу нового бронеавтомобіля оснащуватимуть бронею індійські конструктори. Може бути створений і випробуваний зразок KRAZ MPV з формулою коліс 6х6. Роботи з бронювання машини за стандартом MRAP проводитимуться в Індії, де українське шасі отримає агрегатне бронювання, там же встановлять броньований модуль для транспортування особового складу.
У 2016 році було представлено броньований автомобіль типу MRAP на шасі вантажівки ЗІЛ-131 «Варта-Редут»

#### Реалізовані розробки

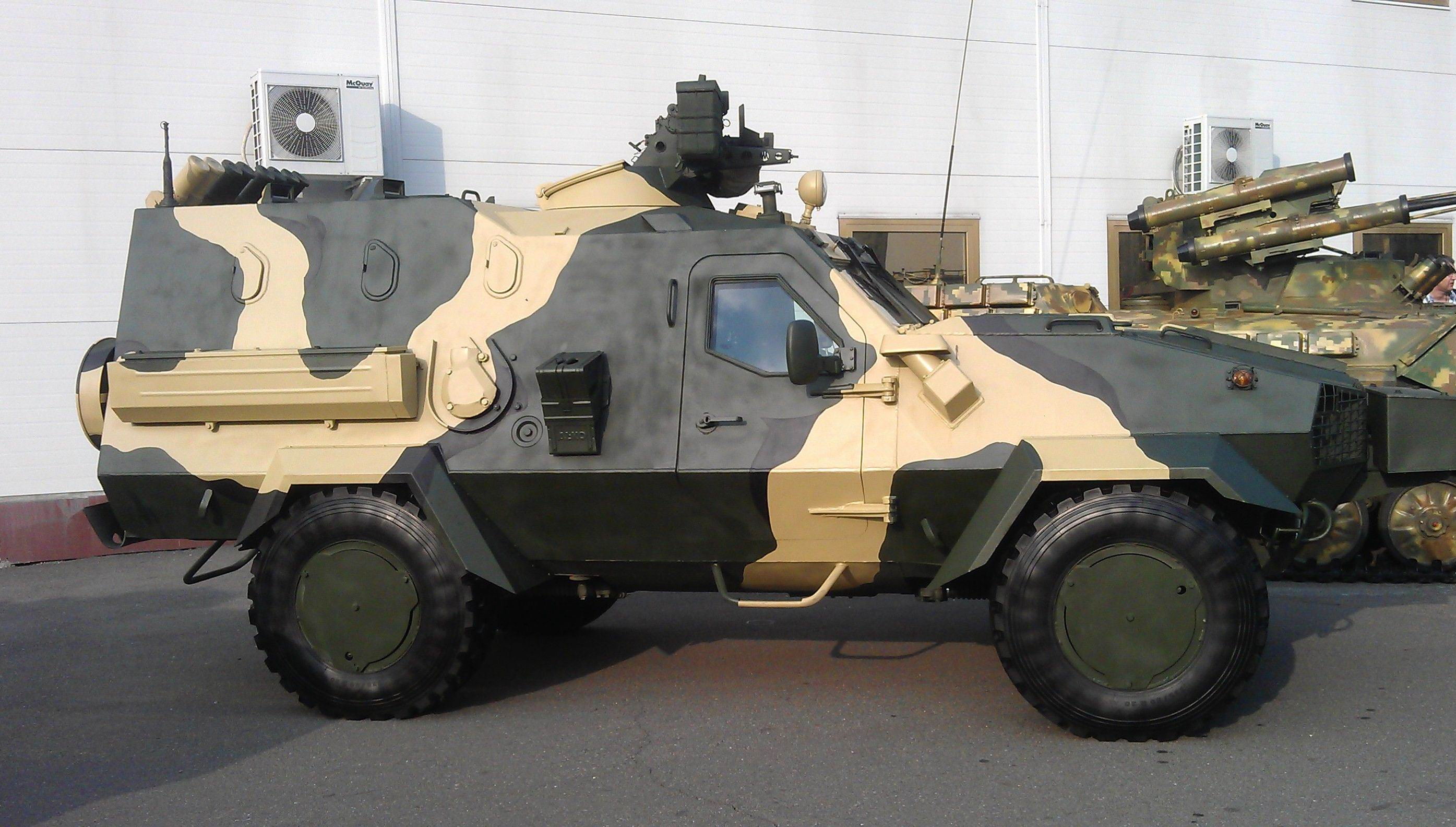
ТБКМ «Дозор-Б»
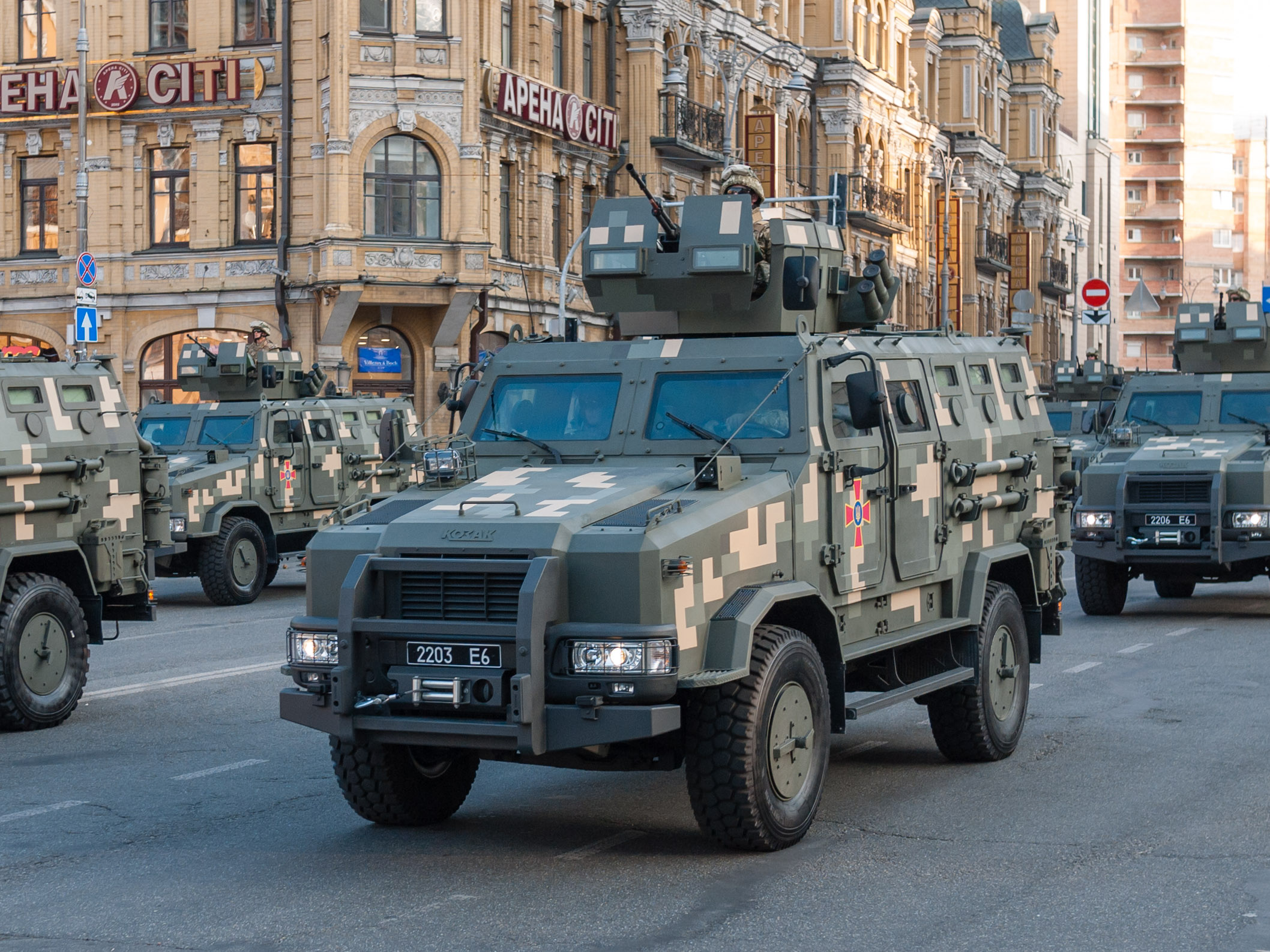
ББМ «Козак-2»
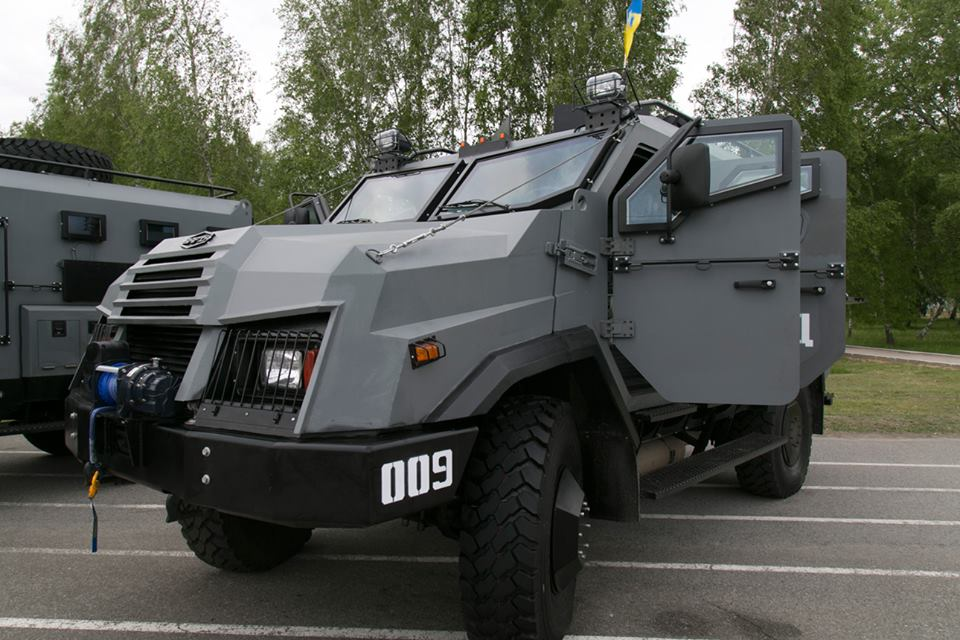
СБА «Варта» першої модифікації, 2015
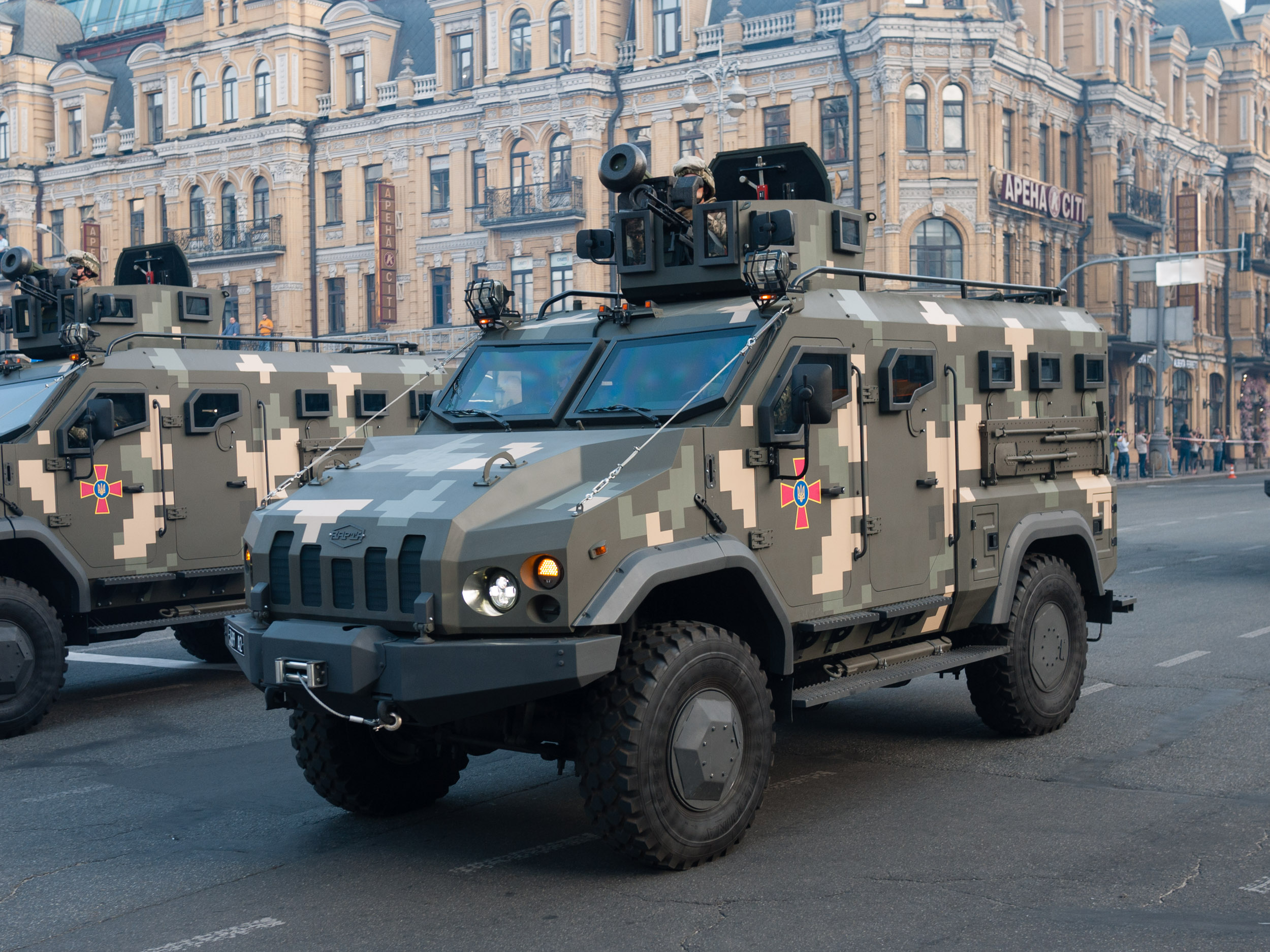
СБА «Варта» другої модифікації, 2016
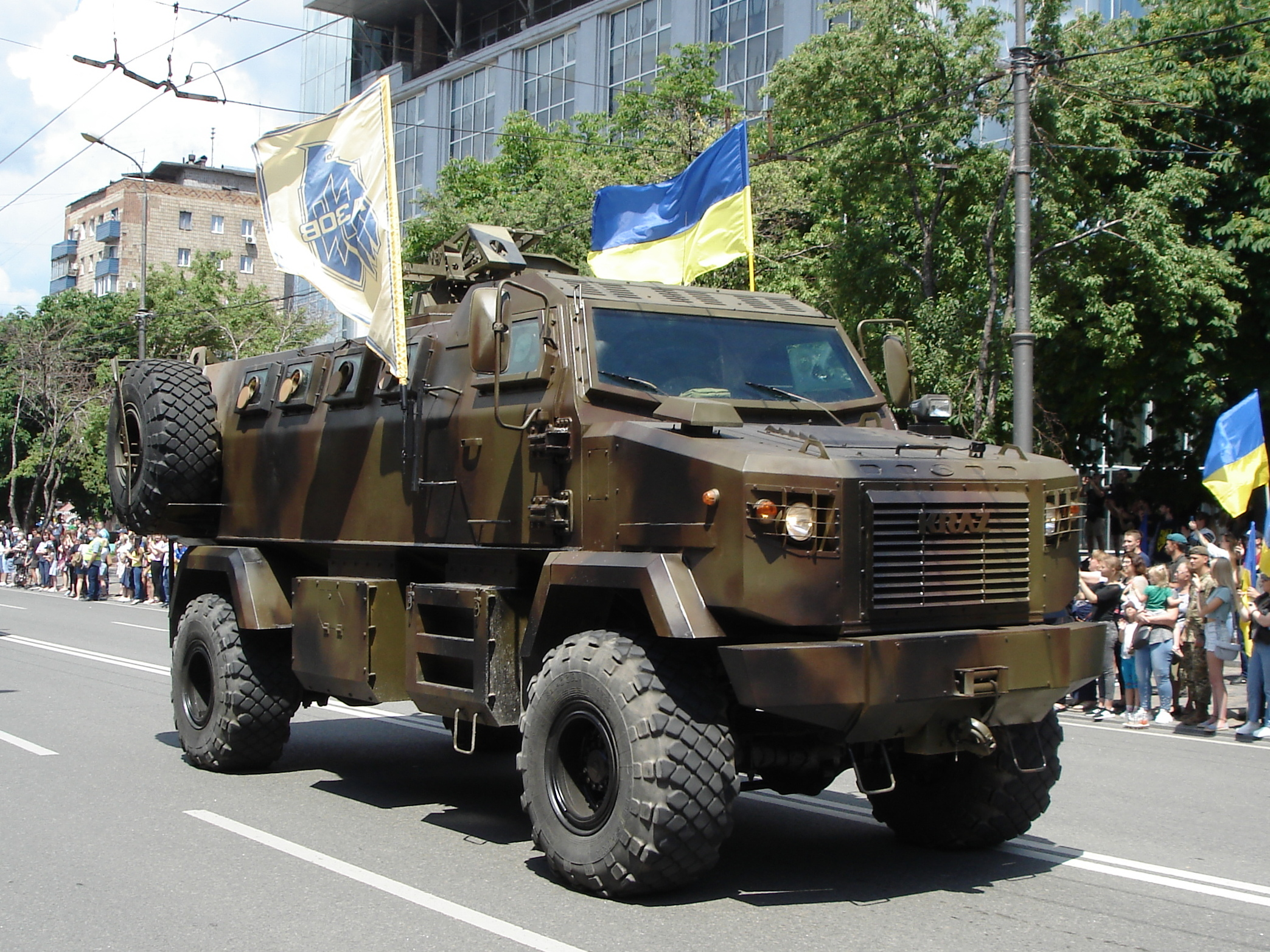
KrAZ-MPV Shrek One 4x4
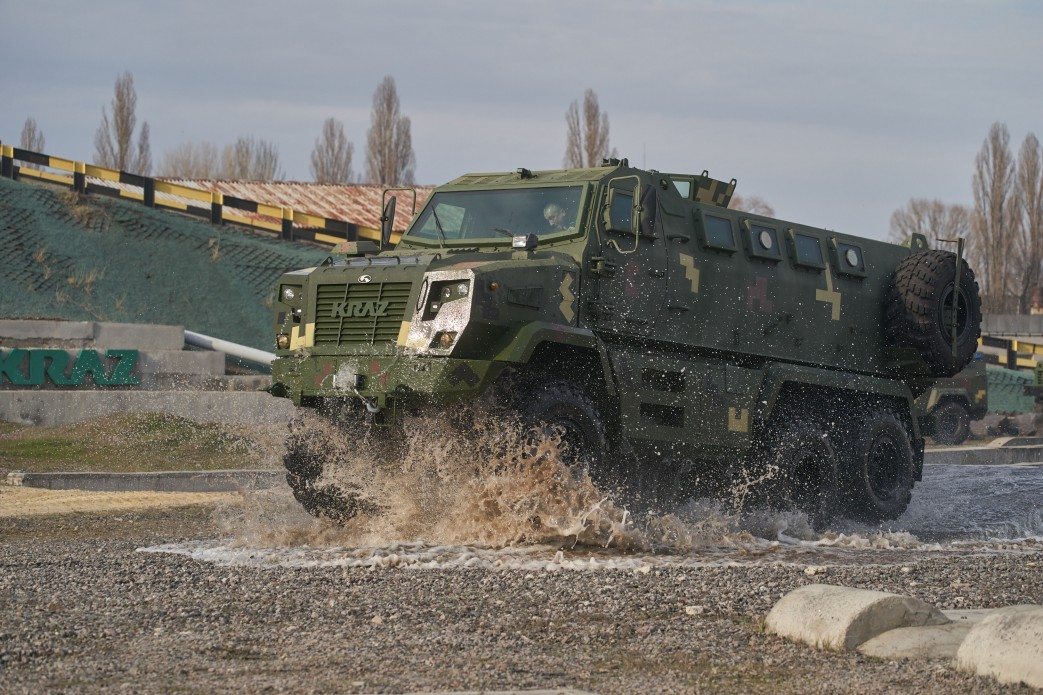
KrAZ-MPV Fiona 6x6
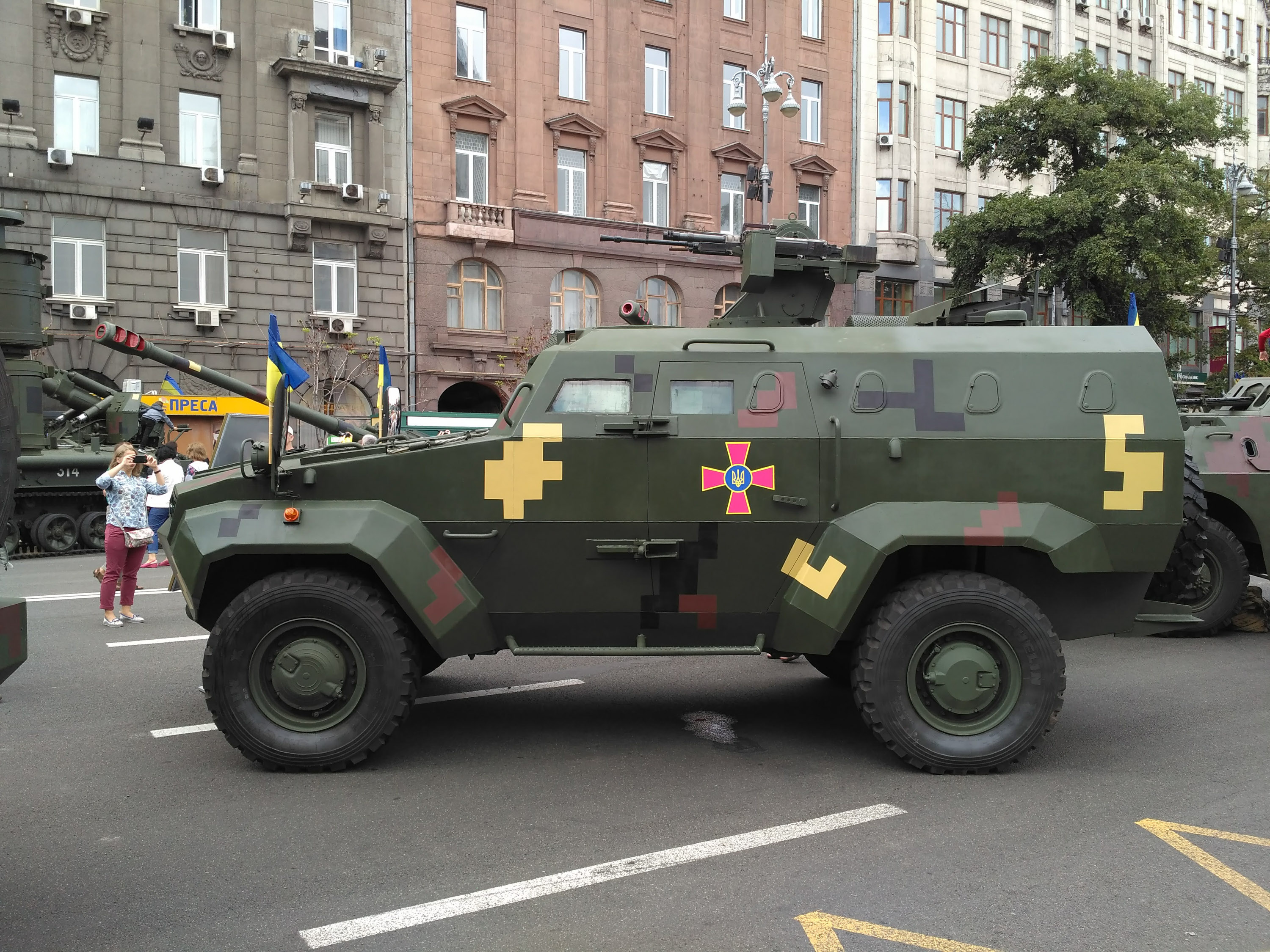
БМ «Тритон»

У 2004 році Харківським конструкторським бюро з машинобудування (КБ ХКБМ) був створений броньований автомобіль ТБКМ «Дозор-Б» — багатоцільовий захищений транспортний засіб для транспортування особового складу, зброї, та військового обладнання вагою до 2 тон. Перший демонстраційний зразок бронемашини «Дозор-Б» був представлений на збройовій виставці «Зброя та безпека-2004». Виготовляється на заводі імені В. О. Малишева, Київському бронетанковому заводі та Львівському бронетанковому заводі.
У 2009 році Науково-виробничим об'єднанням «Практика» було створене сімейство бронеавтомобілів з V-подібним днищем і колісною формулою 4х4 або 4х2 ББМ «Козак».
2010 року було представлено KRAZ-ASV Panther — сімейство українських бронетранспортерів з V-подібним днищем, розроблених компанією АвтоКрАЗ на основі КрАЗ-5233ВЕ і КрАЗ-6322. Машини створені за стандартом MRAP.
У 2014 році було представлено KrAZ-MPV Shrek One — сімейство українських бронеавтомобілів (класу MRAP), розроблених компанією АвтоКрАЗ спільно з канадською компанією Streit Group на основі КрАЗ-5233ВЕ.
В першій половині 2015 року представлено KrAZ «Hurricane».
Того ж 2015 року було представлено СБА «Варта», у 2016 вийшла оновлена версія бронеавтомобіля.
Також у 2015 році було представлено БМ «Тритон».

### MRAP виробництва інших країн в Україні
З початком російського вторгнення в Україну в Україну відбулося постачання наступних бронемашин:

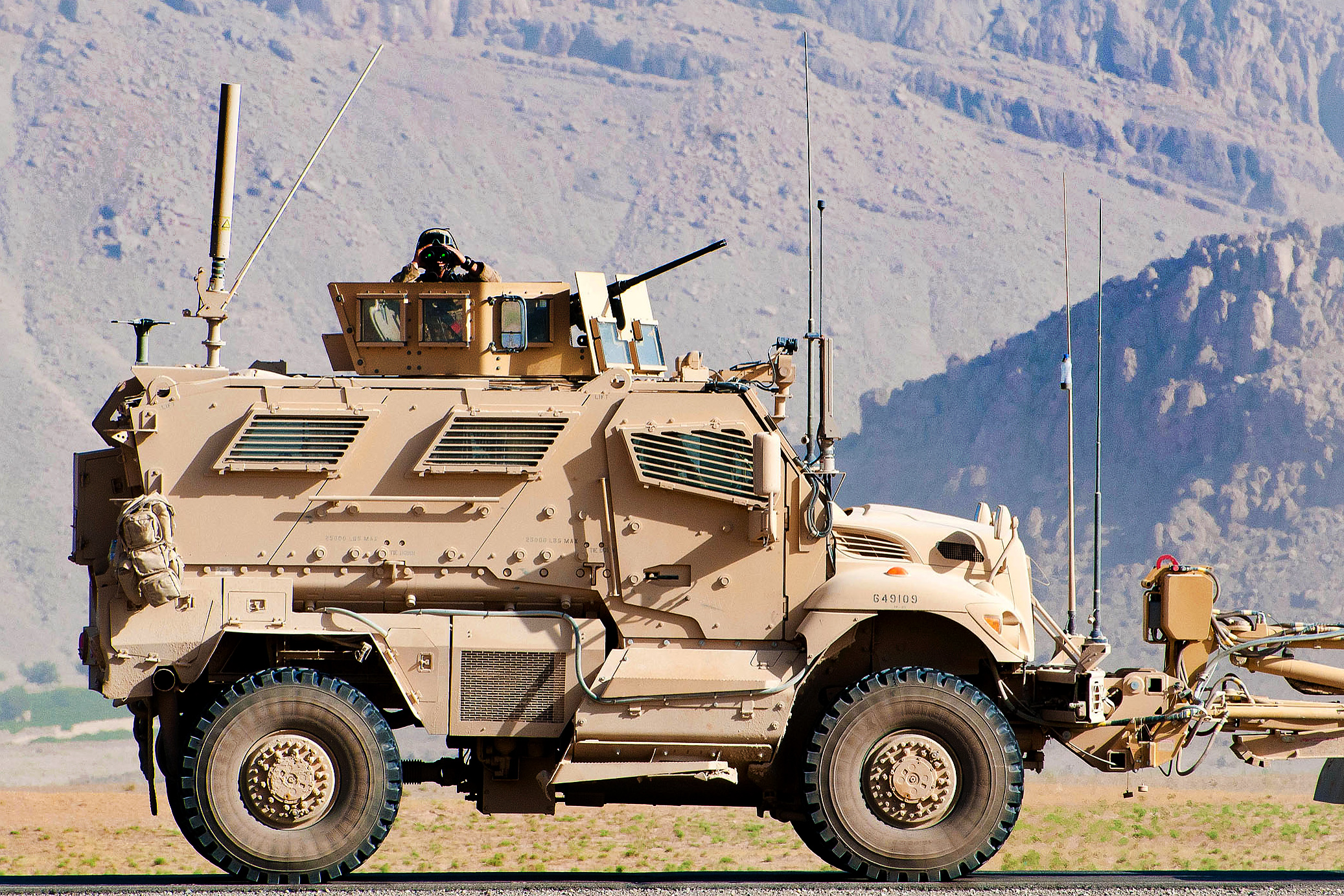
International MaxxPro
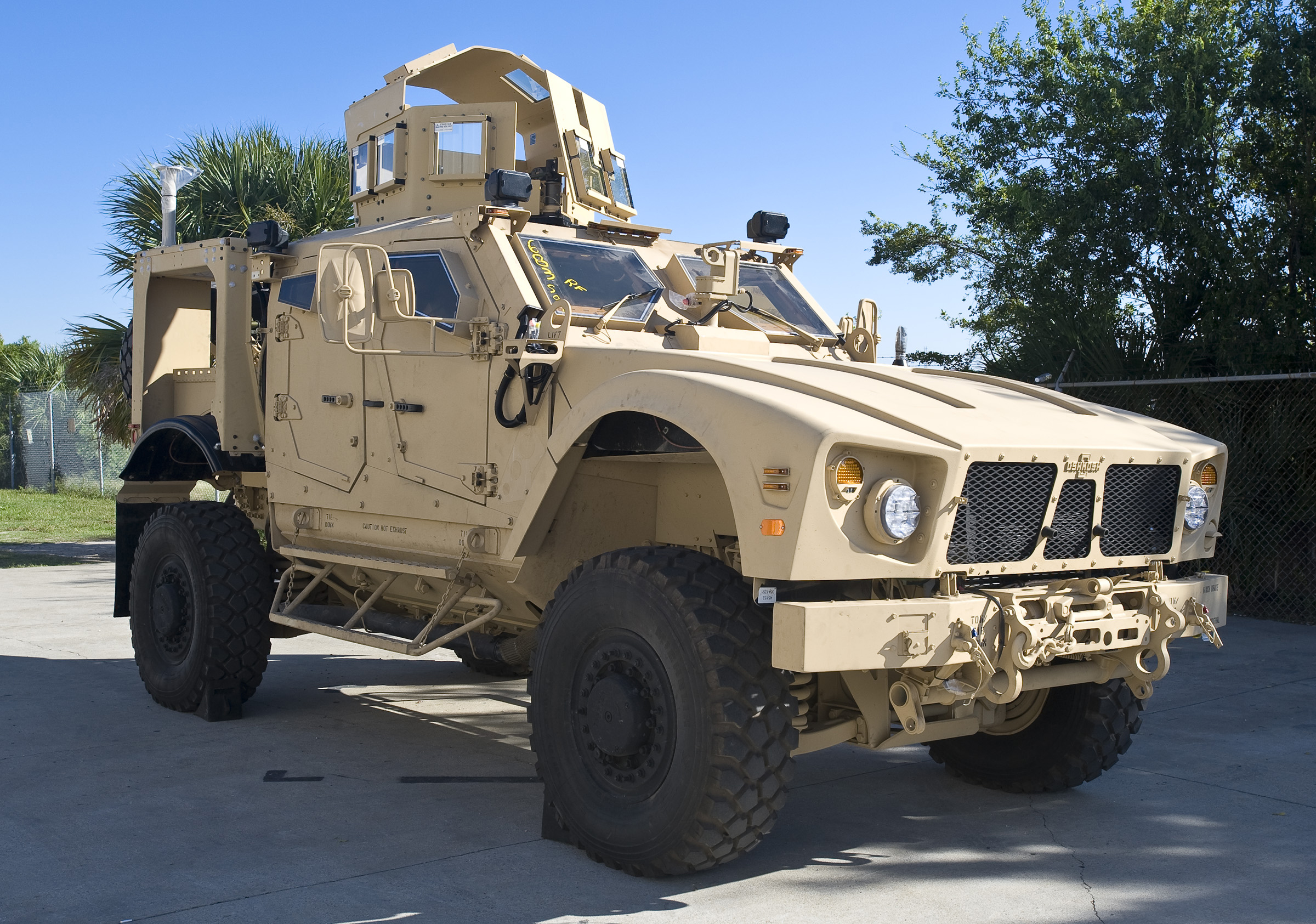
Oshkosh M-ATV
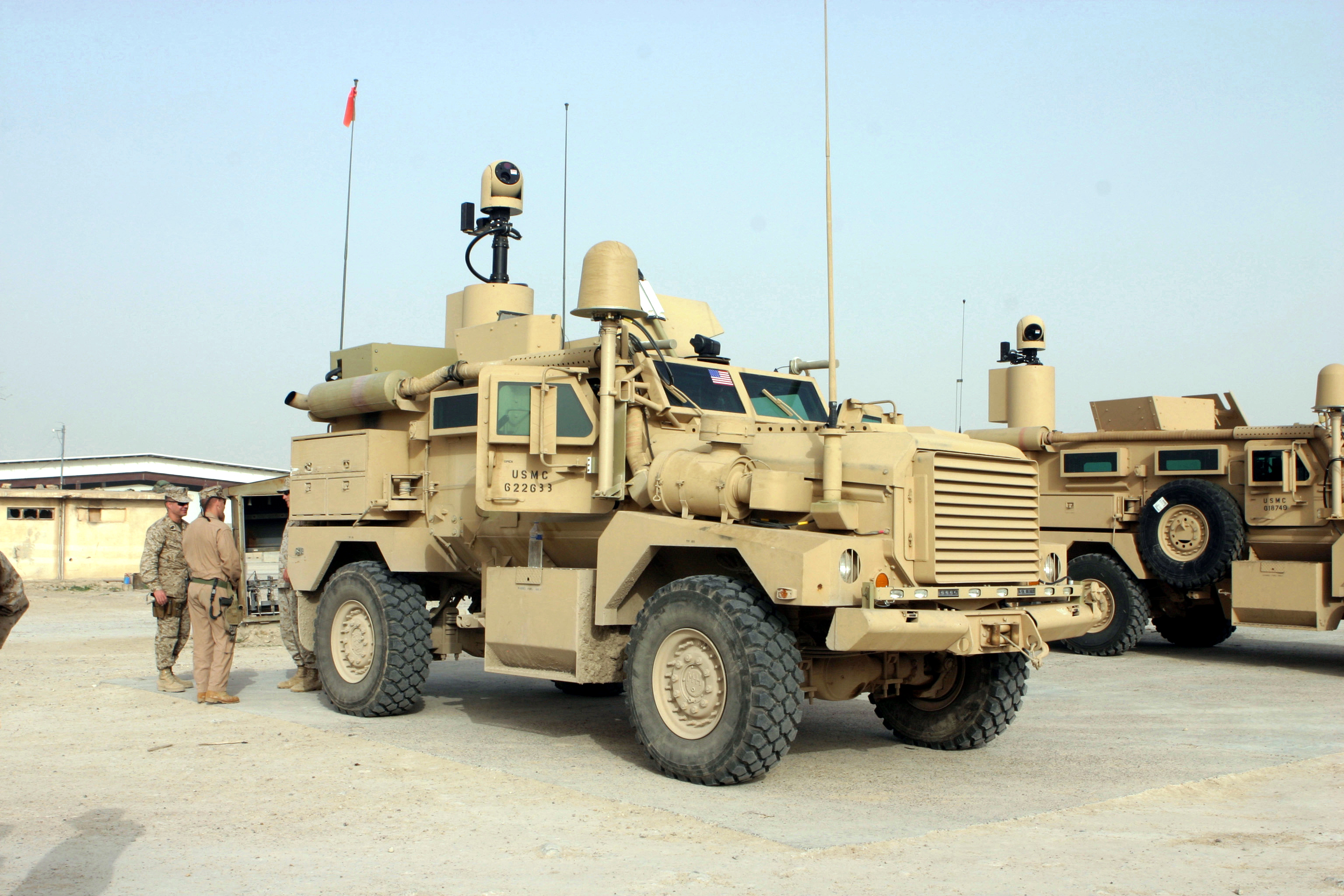
Cougar
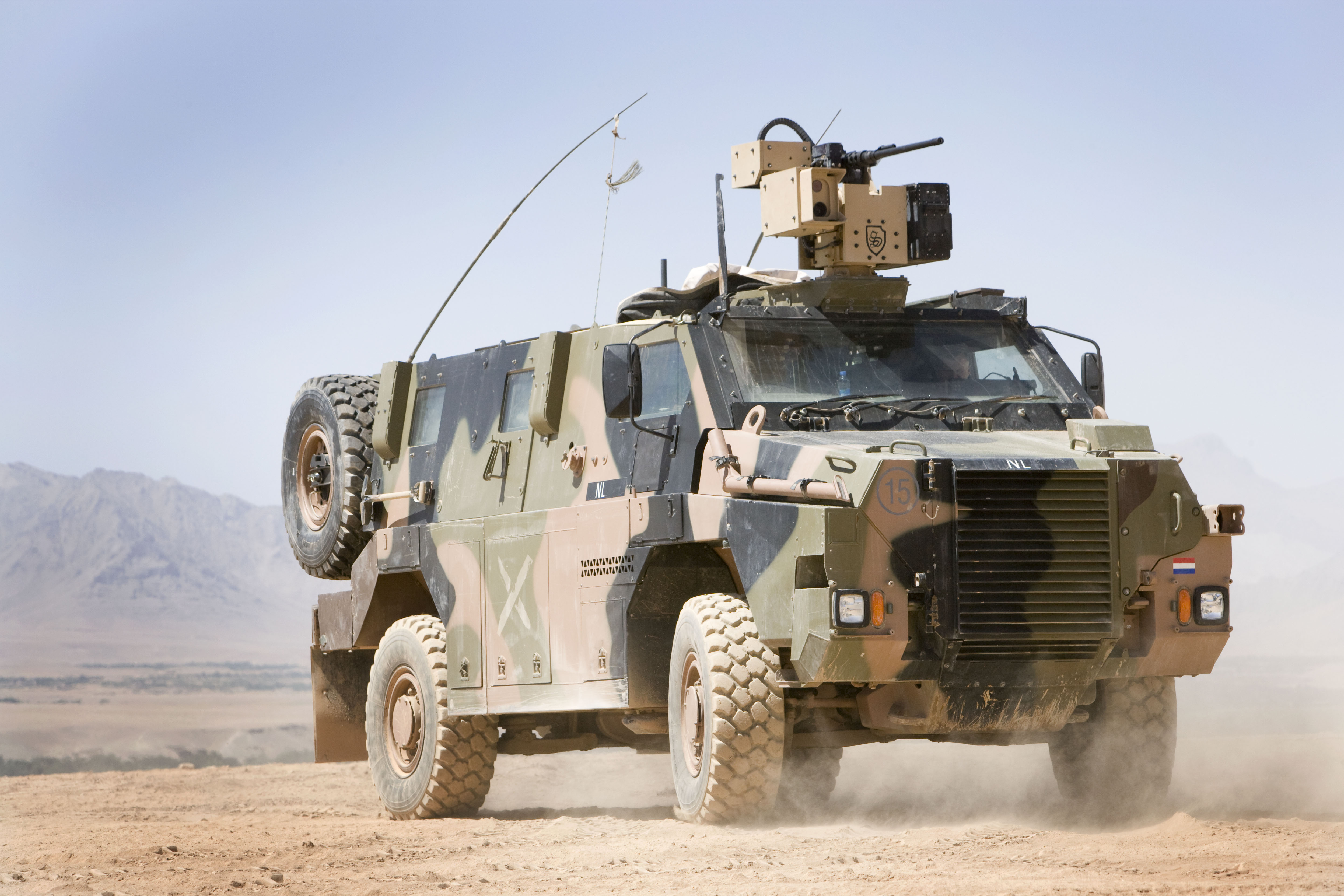
Bushmaster PMV
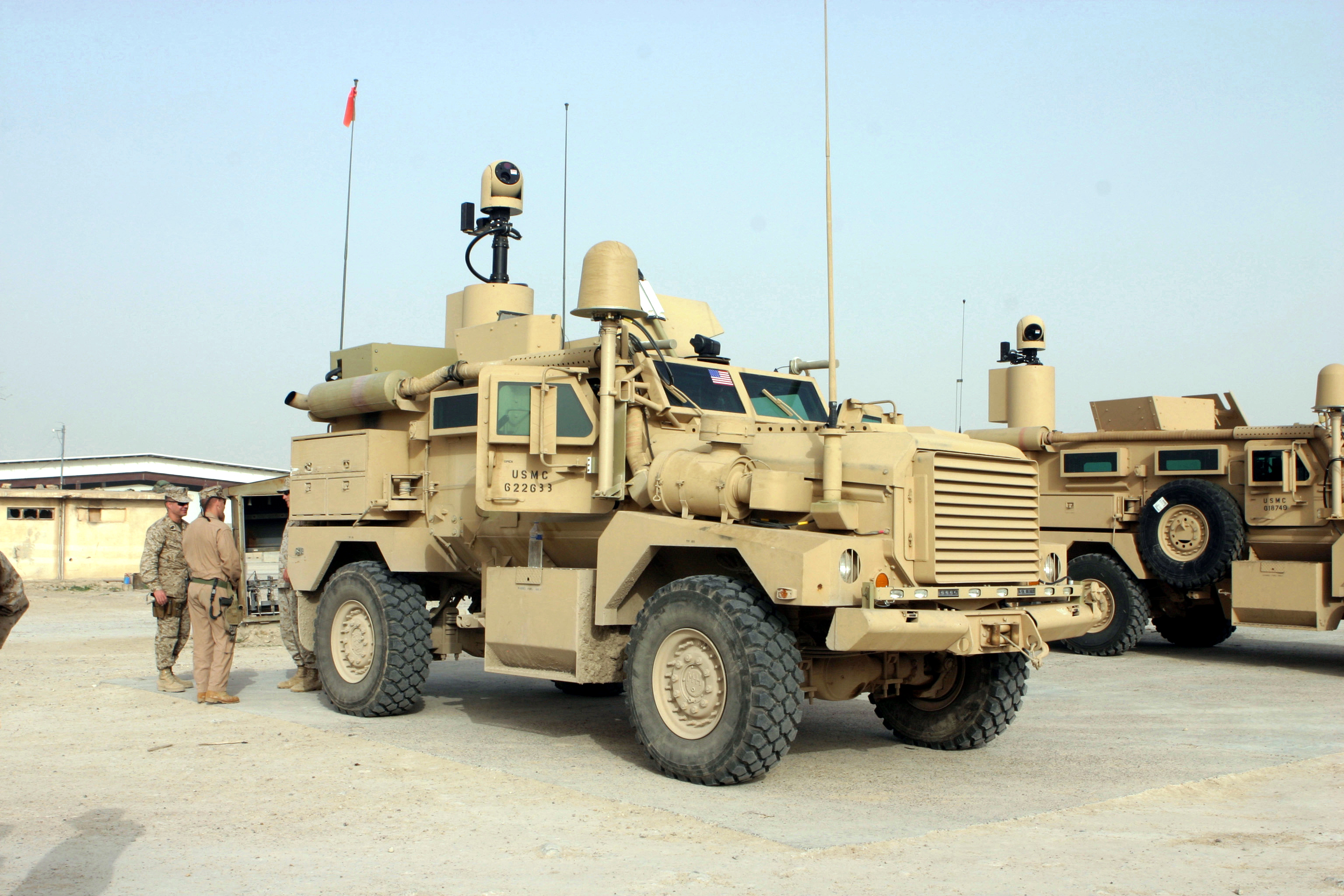
Mastiff
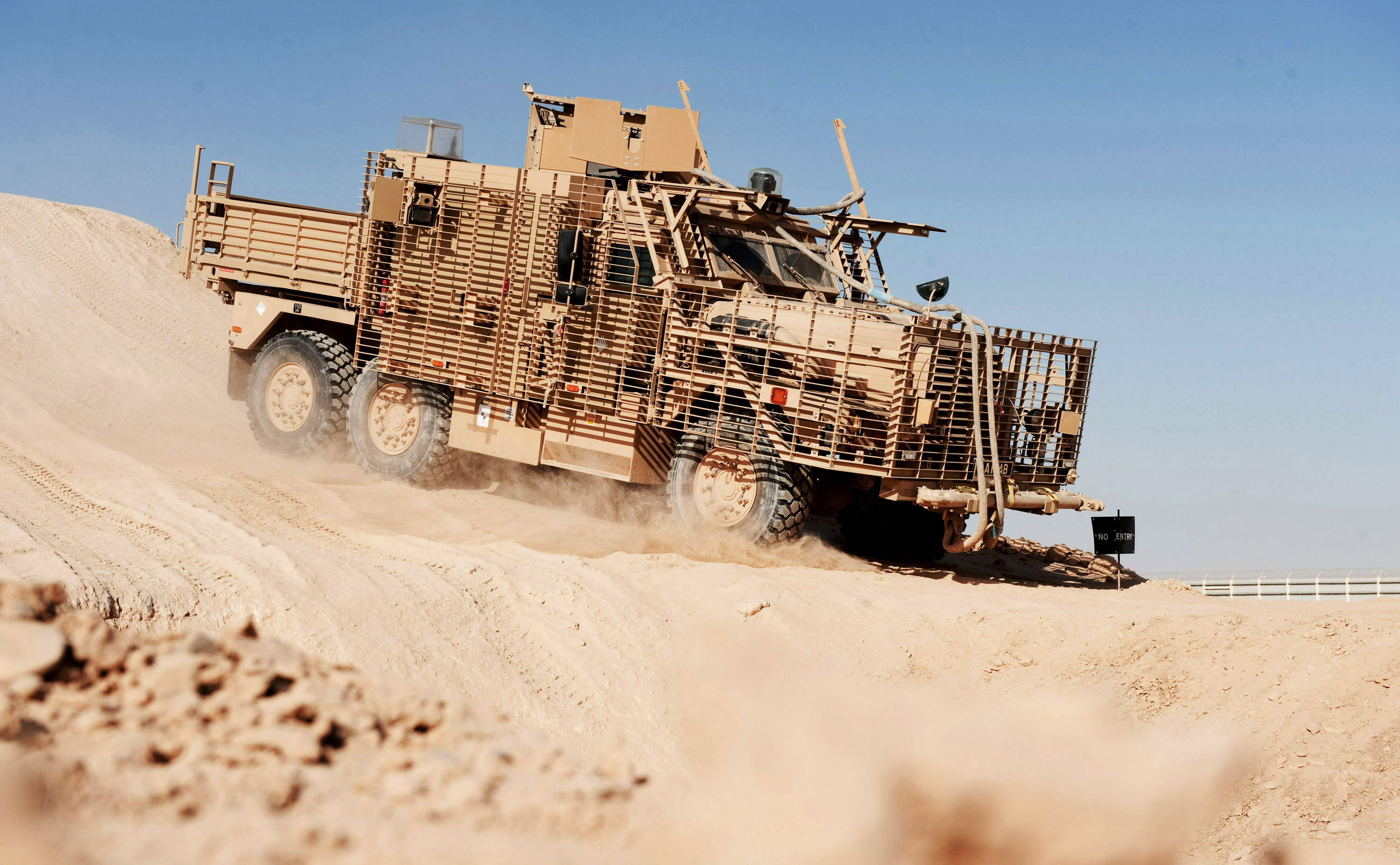
Wolfhound TSV
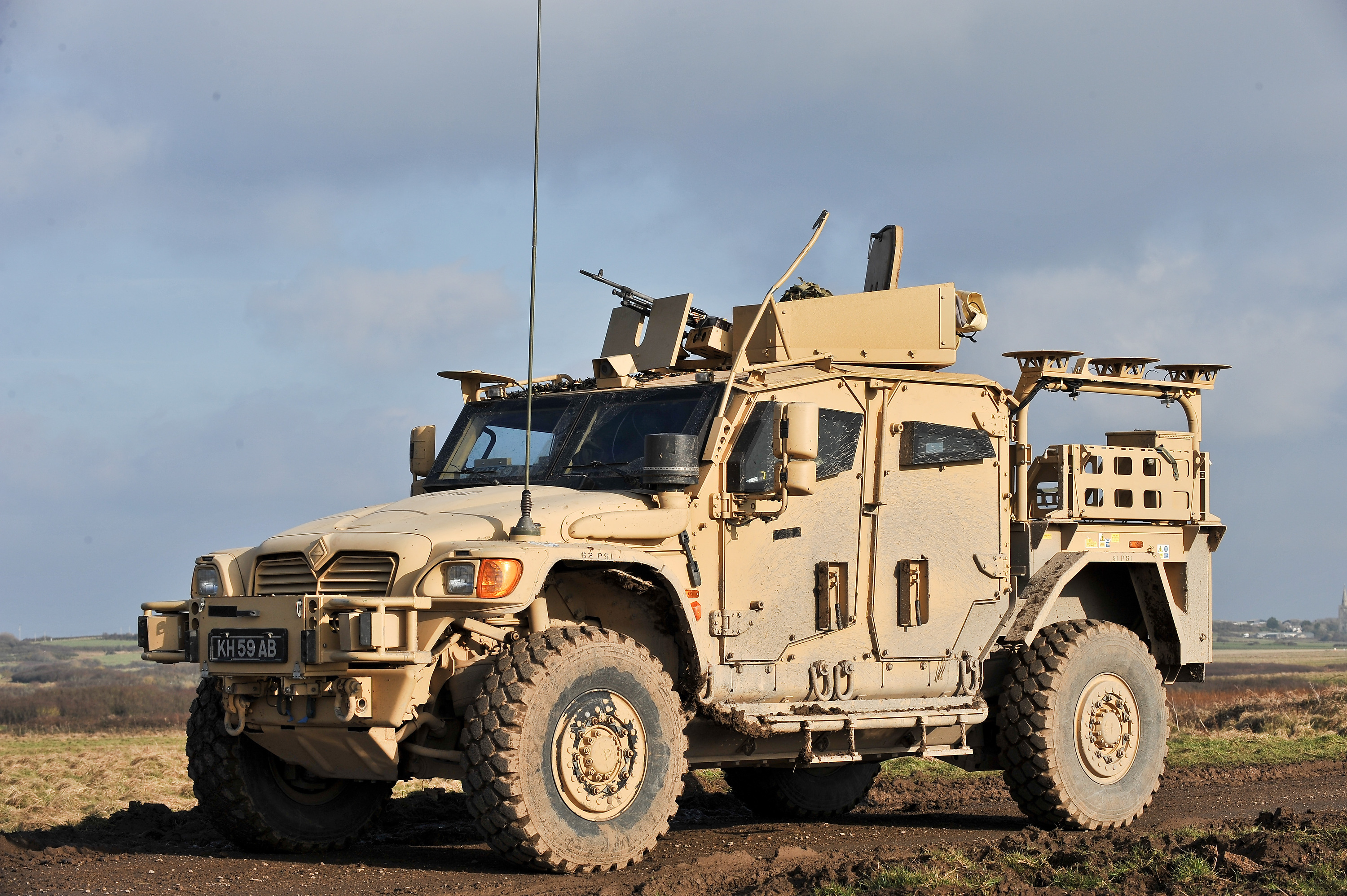
Husky TSV
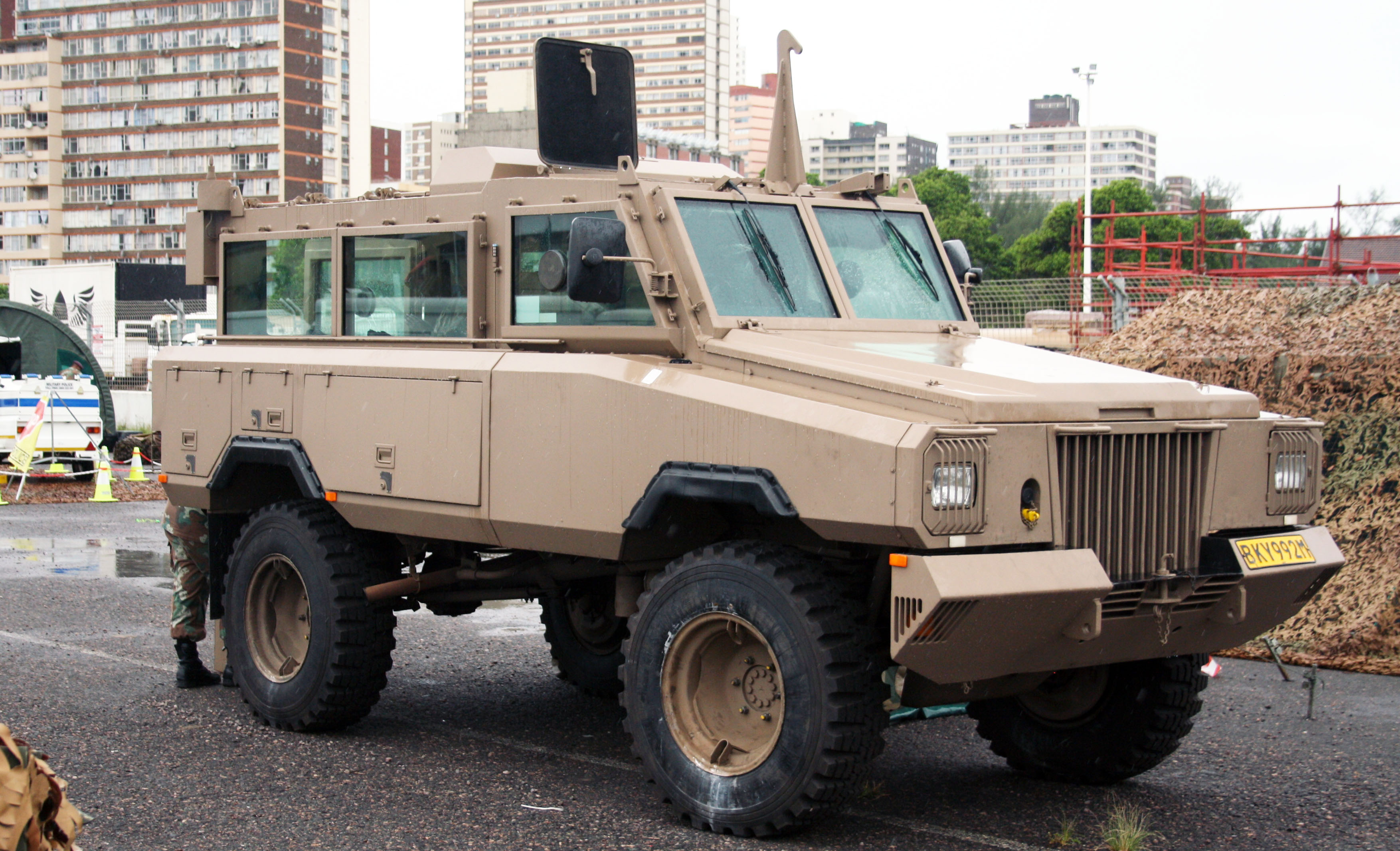
Alvis 4
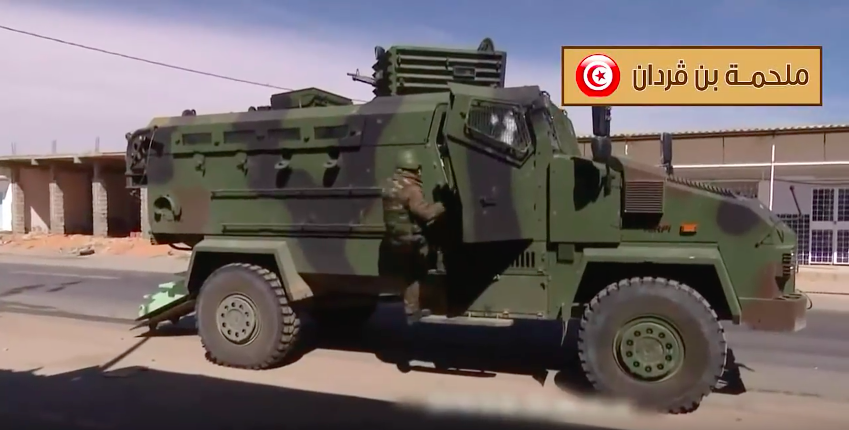
BMC Kirpi
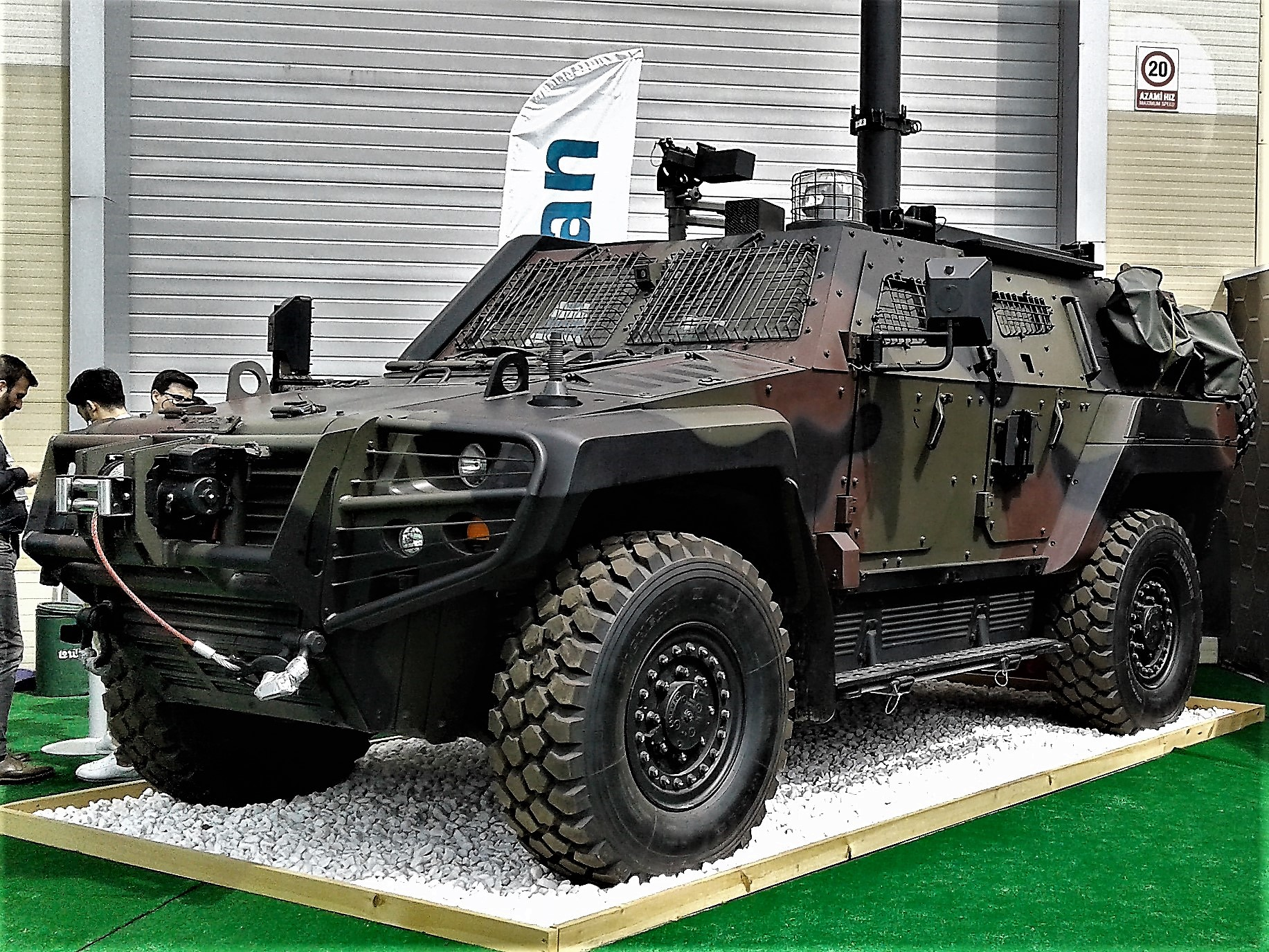
Otokar Cobra II
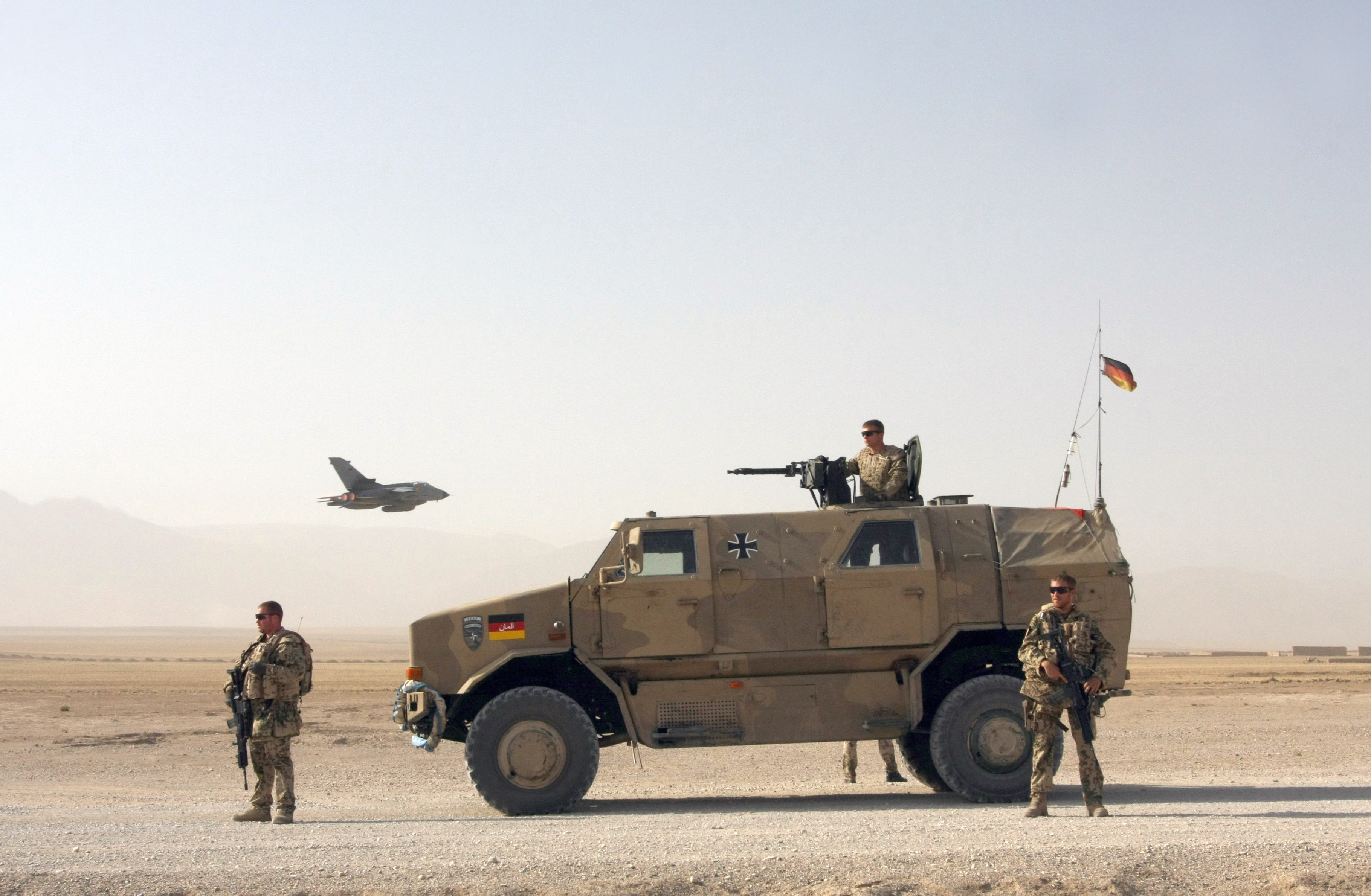
Dingo ATF
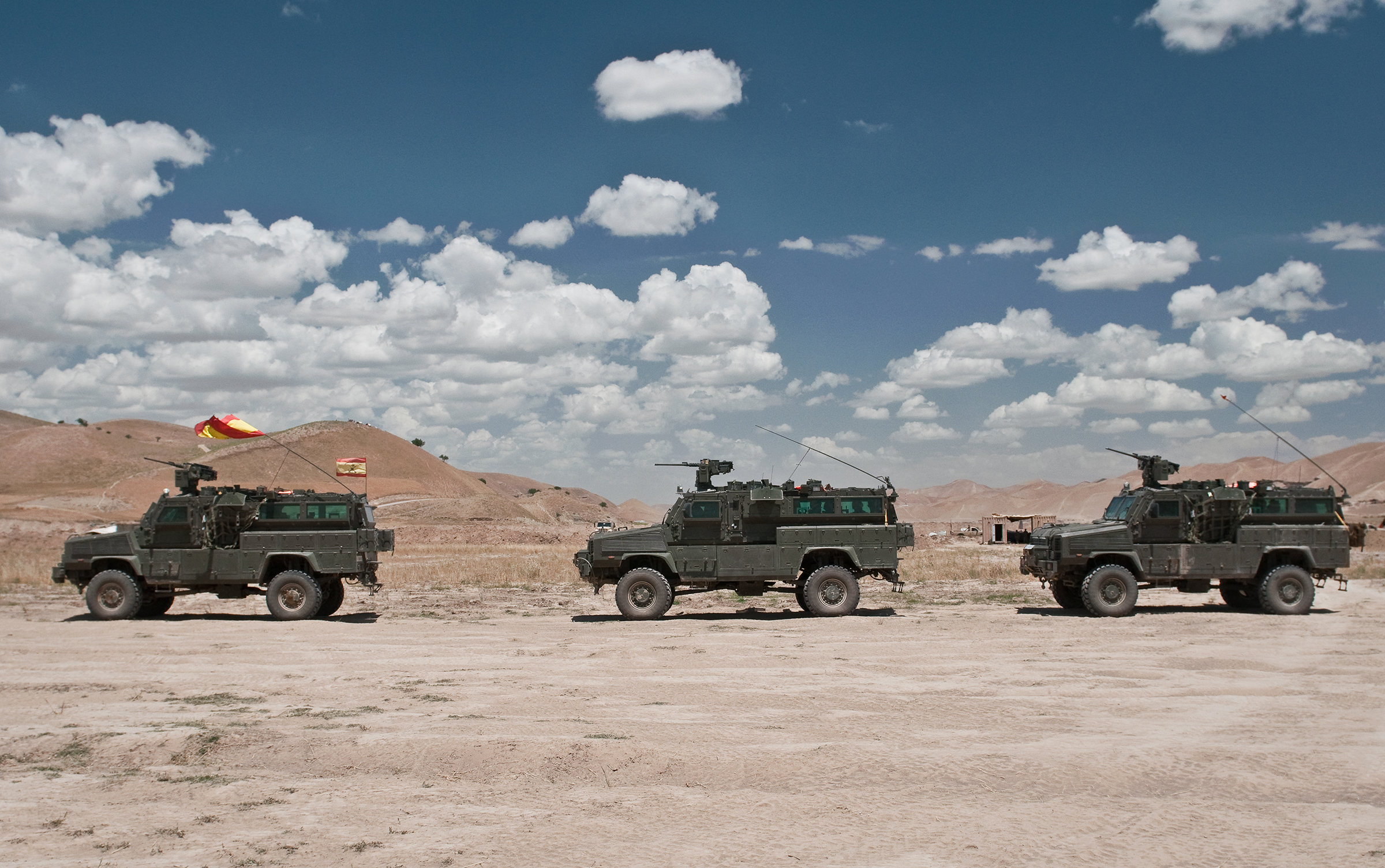
RG-31 Nyala

Також були помічені наступні зразки трофейної техніки: КамАЗ-53949, КамАЗ-63968.

### MRAP у світі

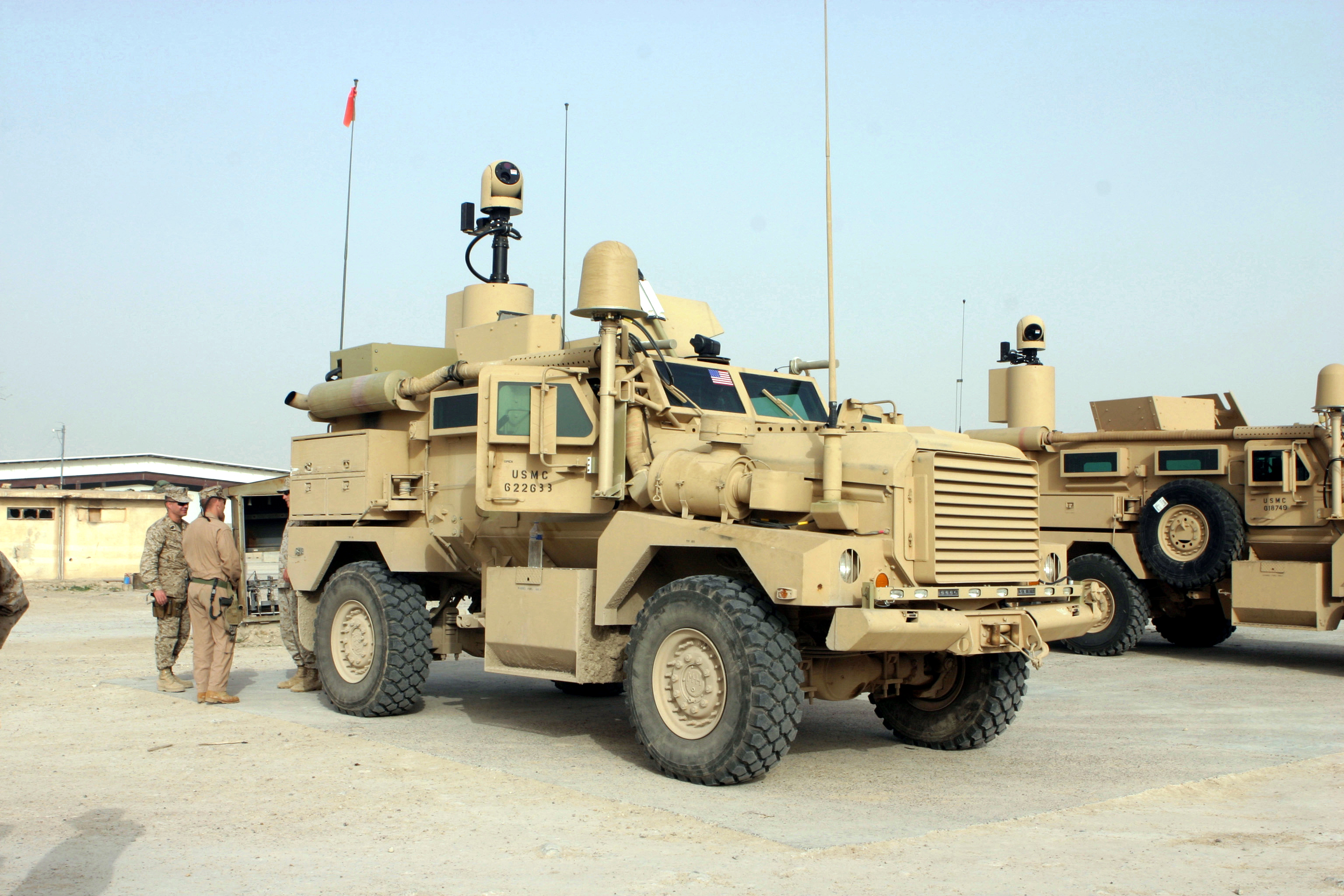
Cougar
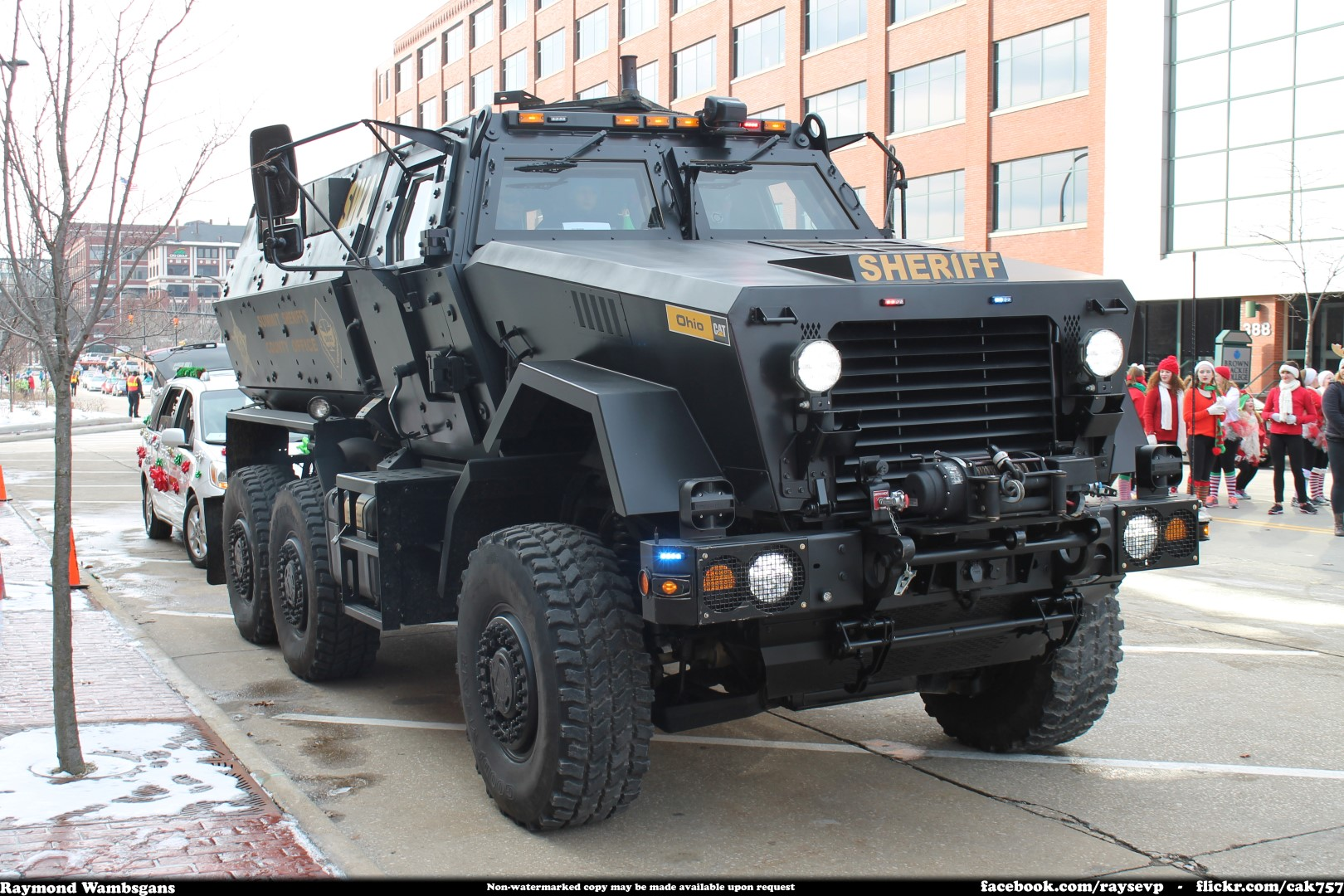
BAE Caiman
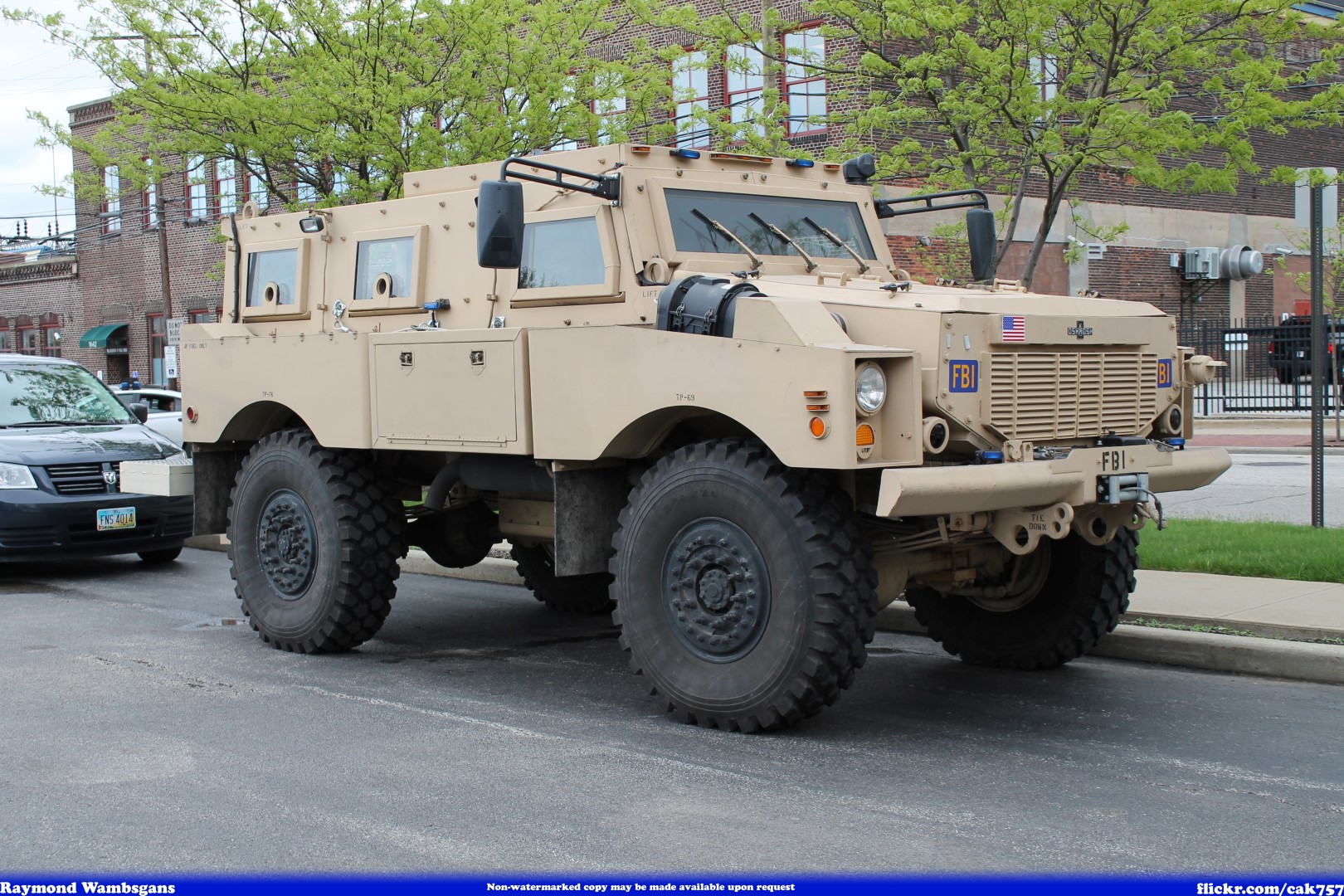
Oshkosh Alpha
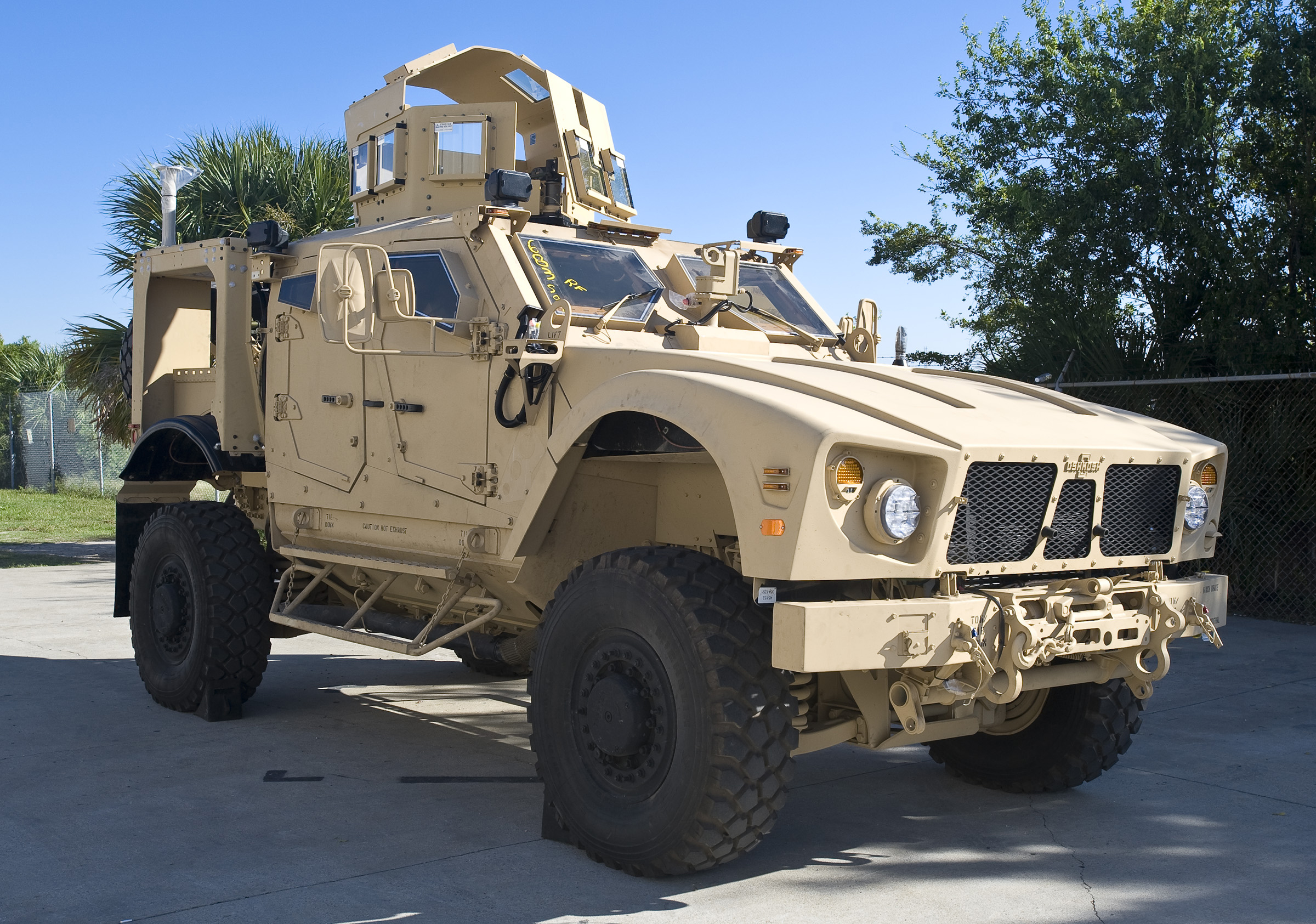
Oshkosh M-ATV
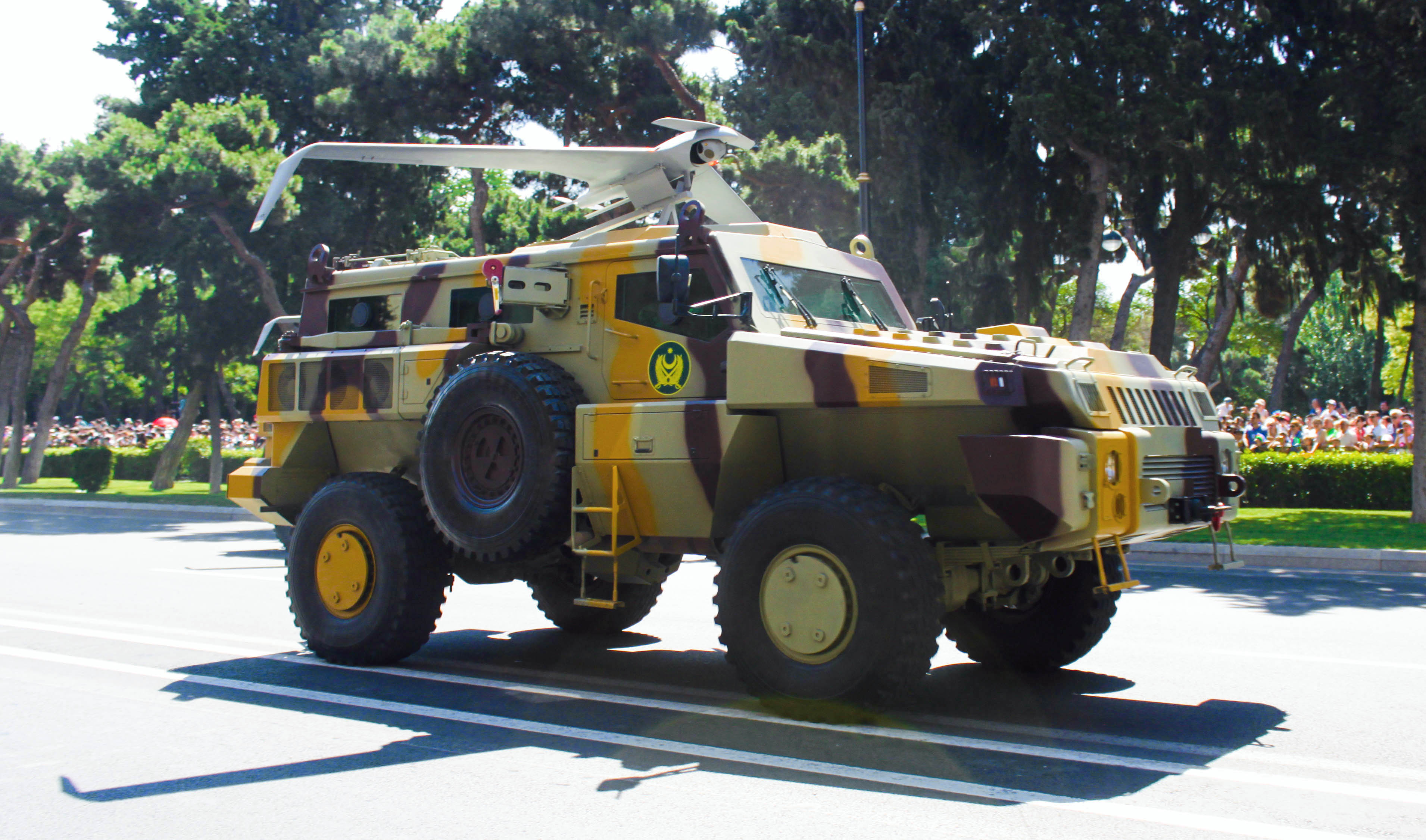
Maradeur
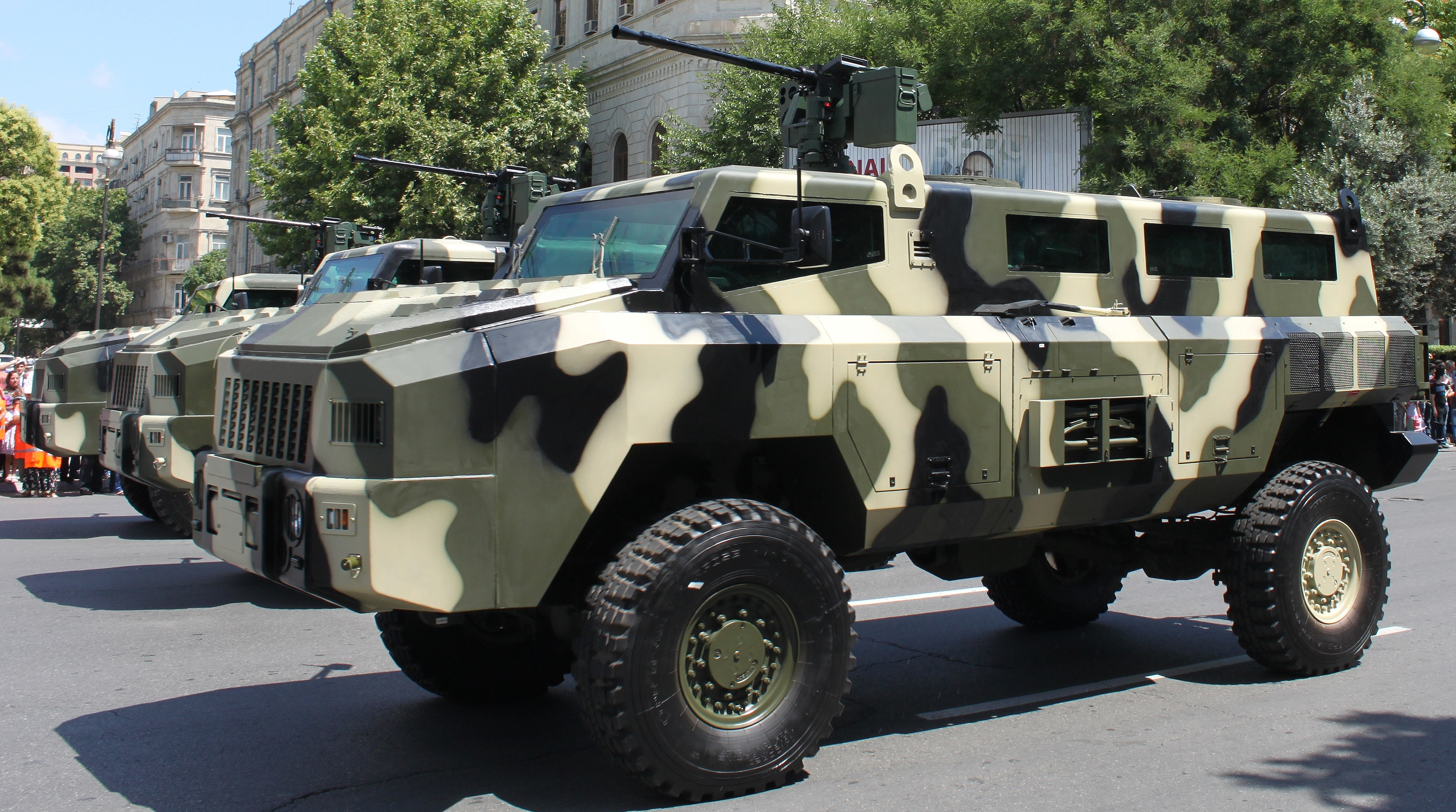
Matador
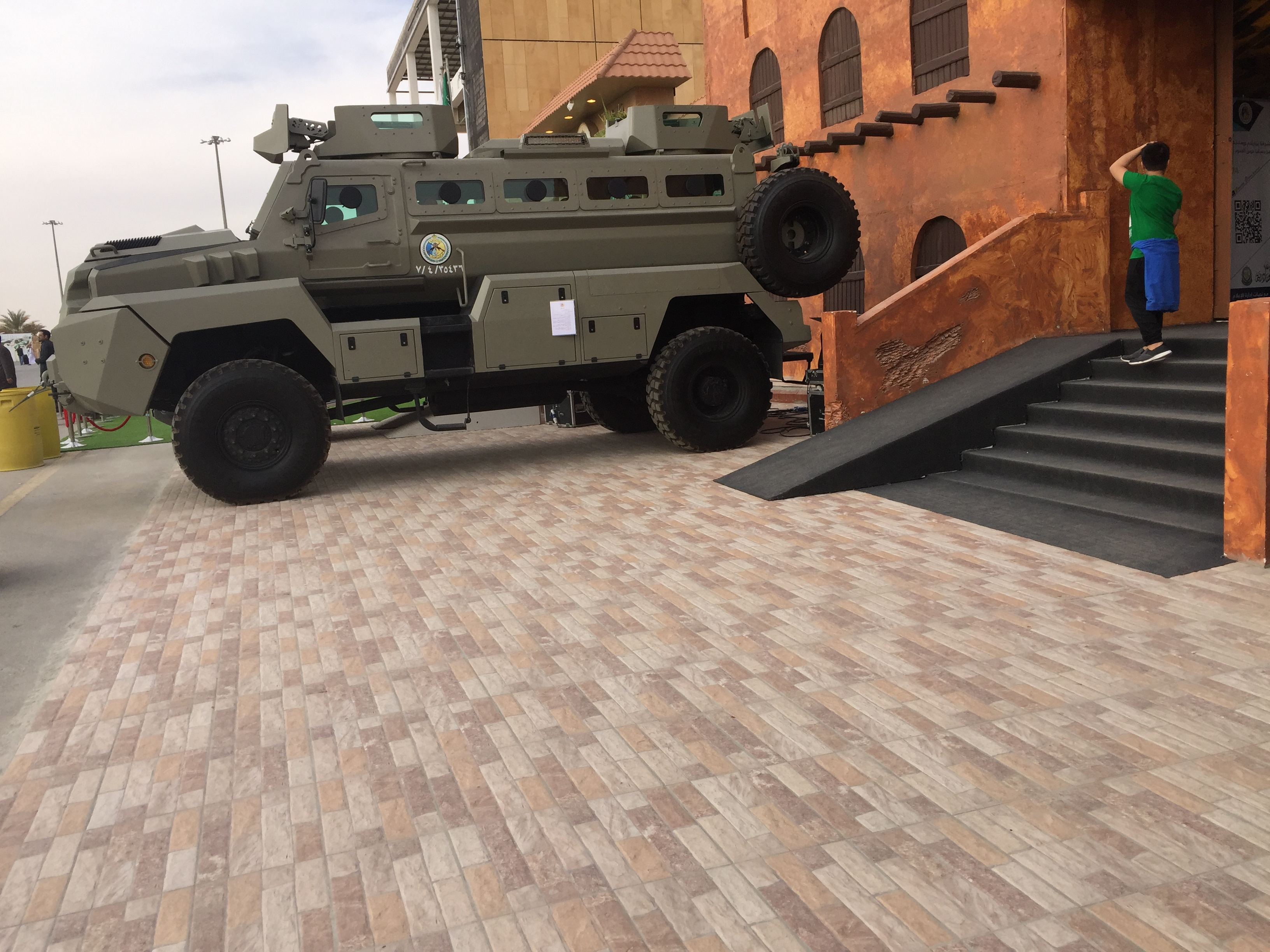
Caprivi Mk3
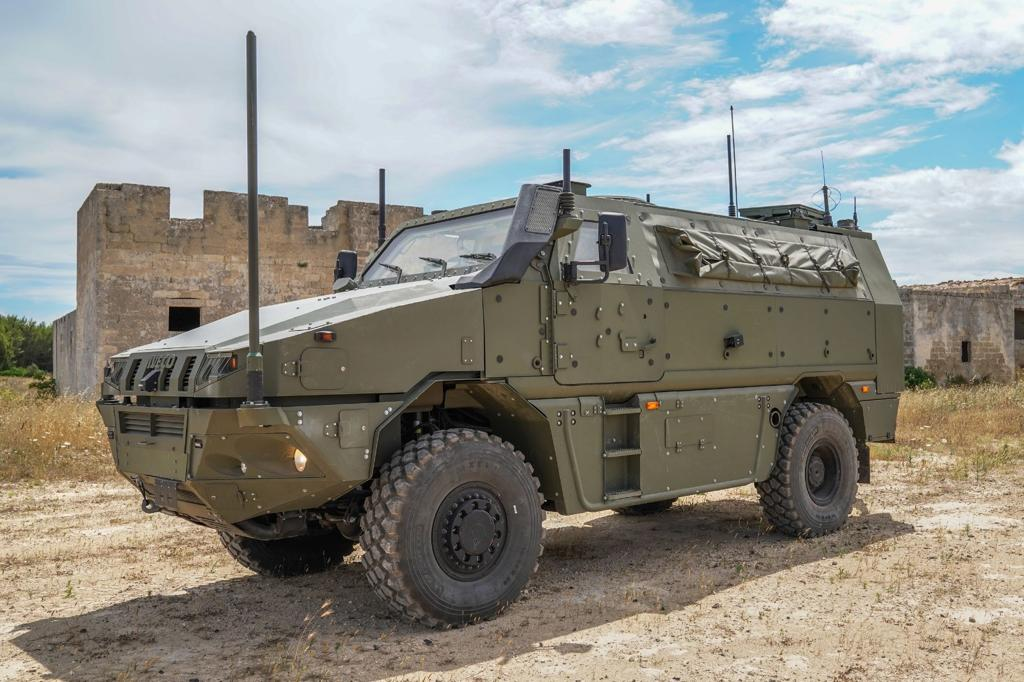
GFF4